# Thành phố Bruxelles
Thành phố Brussels (tiếng Pháp: Ville de Bruxelles [vil də bʁysɛl] hoặc Bruxelles-Ville [bʁysɛl vil]; tiếng Hà Lan: Stad Brussel [stɑd ˈbrʏsəl] hoặc Brussel-Stad [ˌbrʏsəl ˈstɑt]) là đô thị lớn nhất và trung tâm lịch sử của Vùng thủ đô Brussels, và là thủ đô của Bỉ. Bên cạnh trung tâm nghiêm ngặt, nó cũng bao gồm vùng ngoại ô phía bắc ngay lập tức nơi giáp ranh với các thành phố tự trị ở Flanders. Đây là trung tâm hành chính của Liên minh châu Âu, do đó thường được mệnh danh cùng với khu vực là thủ đô của EU.
Thành phố Brussels là một đô thị bao gồm thị trấn lịch sử trung tâm và một số khu vực bổ sung trong Vùng thủ đô Brussels lớn hơn, cụ thể là Haren, Laeken và Neder-Over-Heembeek ở phía bắc, cũng như Đại lộ Louise / Louizalaan và Bois de la Cambre / Ter Kamerenbos ở phía nam.
Tính đến  ngày 1 tháng 1 năm 2017, Thành phố Brussels có tổng dân số là 176.545. Tổng diện tích là 32,61 km2 (12,59 dặm vuông Anh) mật độ dân số là 5,475 người trên kilômét vuông (14,180 / sq mi). Tính đến năm 2007, có khoảng 50.000 người không phải là người Bỉ đã đăng ký tại Thành phố Brussels. Điểm chung với tất cả các thành phố tự trị của Brussels, nó là thành phố song ngữ hợp pháp (Pháp-Hà Lan).

## Lịch sử lãnh thổ

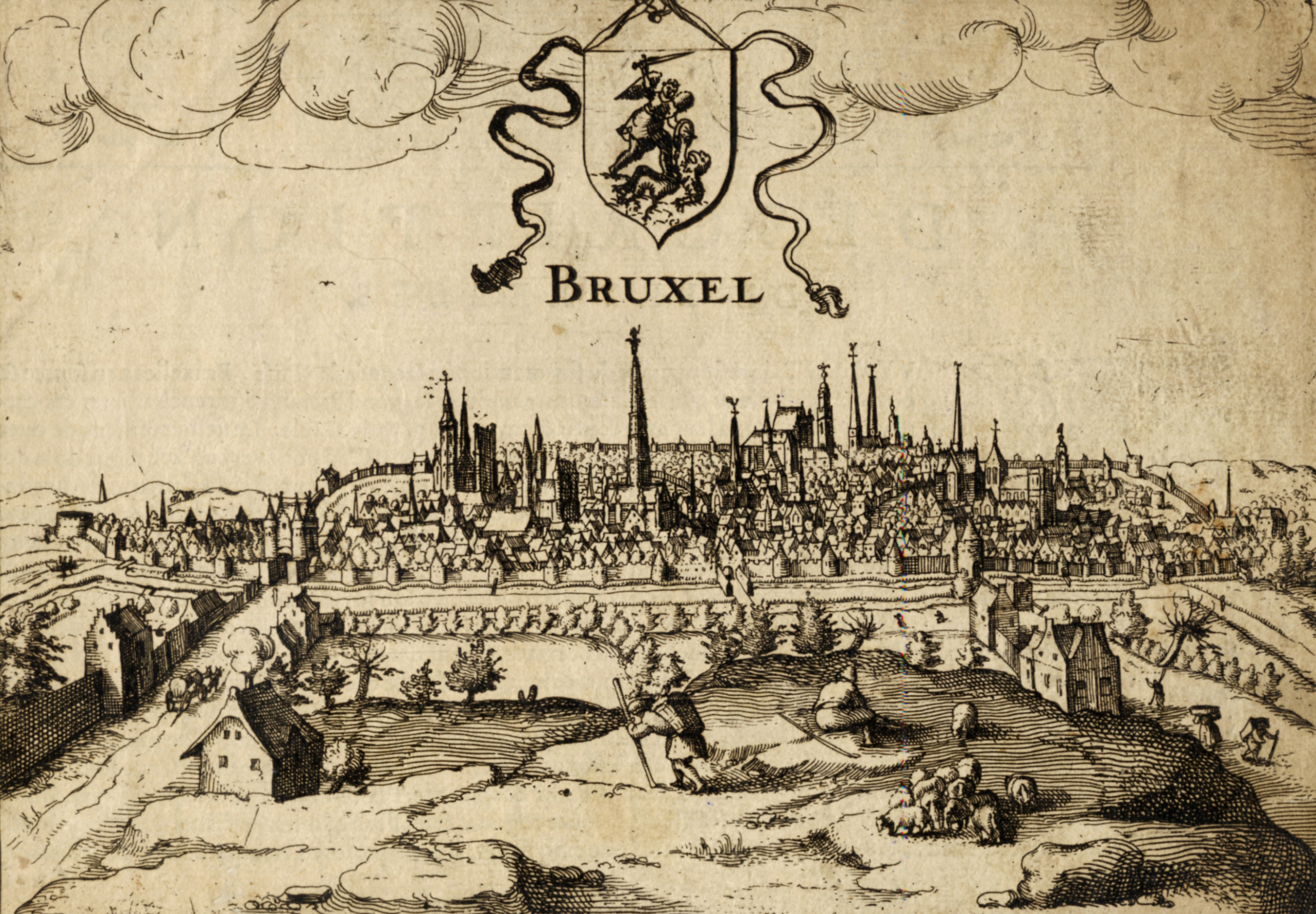
Khắc gỗ cảnh của Bruxelles c. 1610

Lúc đầu, Thành phố Brussels được định nghĩa đơn giản, là khu vực nằm trong các bức tường thứ hai của Brussels, một vành đai nhỏ ngày nay. Khi thành phố phát triển, các làng xung quanh cũng phát triển theo, cuối cùng phát triển thành một thành phố liền kề, mặc dù các chính quyền địa phương vẫn kiểm soát các khu vực tương ứng của họ.
Việc xây dựng Đại lộ Louise / Louizalaan được tiến hành vào năm 1847 như một đại lộ hoành tráng với hàng cây hạt dẻ cho phép dễ dàng tiếp cận khu vực giải trí nổi tiếng Bois de la Cambre / Ter Kamerenbos. Tuy nhiên, sự phản đối quyết liệt đối với dự án đã được đưa ra bởi thị trấn Ixelles (khi đó vẫn tách biệt với Brussels) thông qua khu đất mà đại lộ được cho là sẽ chạy. Sau nhiều năm đàm phán không có kết quả, Brussels cuối cùng đã sáp nhập dải đất hẹp cần thiết cho đại lộ cộng với chính Bois de la Cambre vào năm 1864. Quyết định đó giải thích cho sự nhô ra bất thường về phía đông nam của Thành phố Brussels và Ixelles bị tách thành hai phần riêng biệt. Một phần của khuôn viên Solbosch của Université libre de Bruxelles cũng là một phần của Thành phố Brussels, một phần chiếm phần phình ra ở cuối phía đông nam.
Không giống như hầu hết các thành phố tự trị ở Bỉ, các thành phố nằm trong Vùng thủ đô Brussels không được hợp nhất với các thành phố khác trong các cuộc hợp nhất xảy ra vào các năm 1964, 1970 và 1975. Tuy nhiên, một số thành phố tự trị lân cận đã được sáp nhập vào Thành phố Brussels, bao gồm Haren, Laeken và Neder-Over-Heembeek vào năm 1921. Chúng bao gồm phần phình ra phía bắc trong đô thị. Về phía đông nam cũng là dải đất dọc theo Đại lộ Louise được sáp nhập từ Ixelles.

## Quận

### Hình năm góc

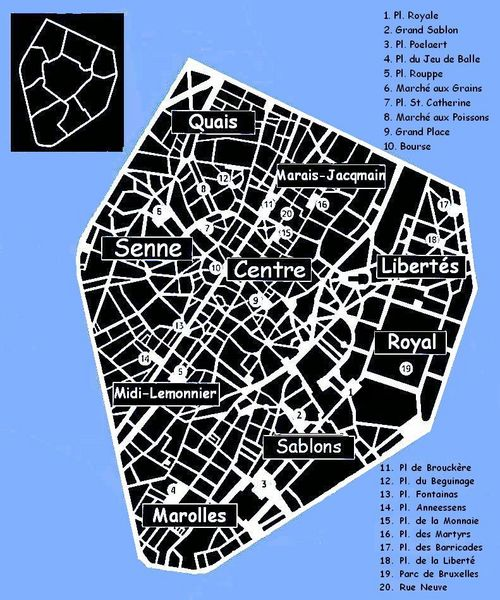
Các quận của Brussels

#### Khu trung tâm
Nó nằm ở trung tâm của Đảo Saint-Géry / Sint-Goriks, được hình thành bởi sông Senne, và nơi lưu giữ đầu tiên được xây dựng vào khoảng năm 979, là nguồn gốc của Brussels. Ngày nay, khu phố xung quanh Halles Saint-Géry  / Sint-Gorikshallen, một khu chợ có mái che trước đây, là một trong những quận sành điệu nhất của thủ đô. Ở Quận Trung tâm này (tiếng Pháp: Quartier du Centre, tiếng Hà Lan: Centrumwijk), có một số dấu tích của những bức tường đầu tiên từ thế kỷ 13 của Brussels, bao quanh khu vực giữa cảng đầu tiên trên Senne, nhà thờ Romanesque cũ (sau đó được thay thế bằng Nhà thờ Brabantine Gothic của Thánh Michael và Thánh Gudula), và cung điện trước đây của công tước Coudenberg ở Quận Hoàng gia ngày nay. Ở trung tâm của tam giác này là Quảng trường Grand (quảng trường chính của Brussels); quận Îlot Sacré, lấy tên từ sự chống lại các dự án phá dỡ, nằm ngang qua Phòng trưng bày Hoàng gia Saint-Hubert; Saint-Jacques  / Sint-Jacobs  quận, nơi đã chào đón những người hành hương trên đường đến Santiago de Compostela; cũng như tòa nhà của Sở giao dịch chứng khoán Brussels, được xây dựng trên địa điểm của một tu viện cũ, nơi vẫn chưa được che.

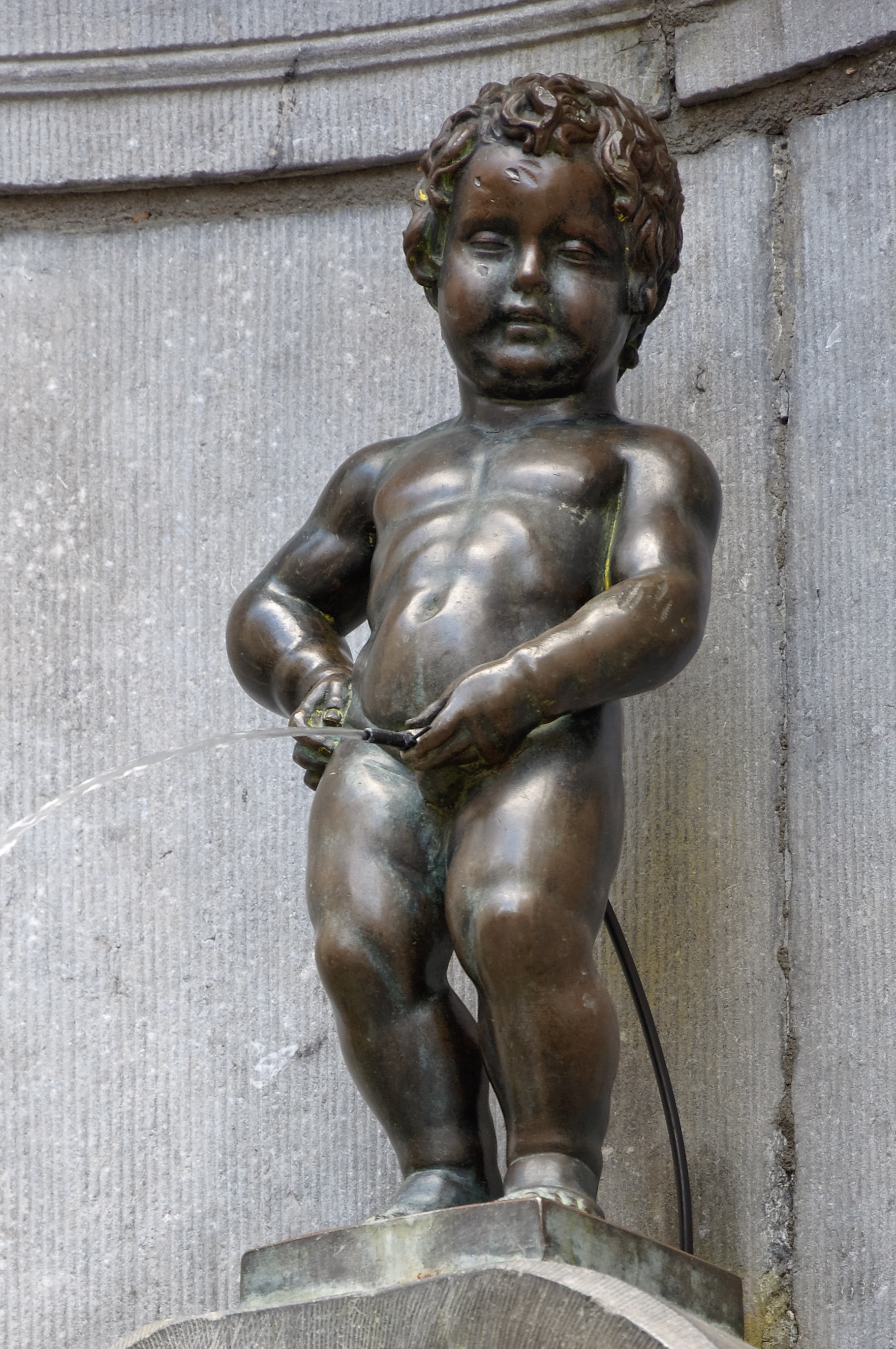
Manneken Pis
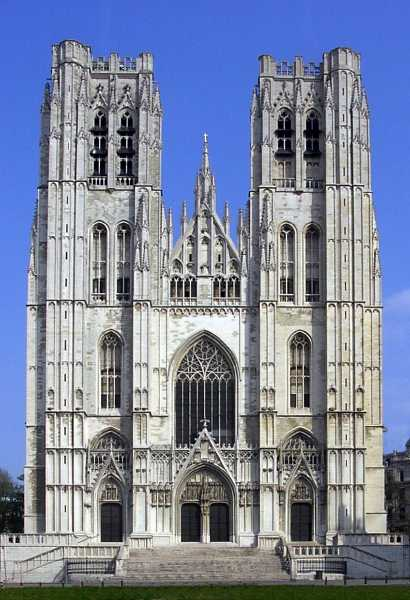
Nhà thờ St. Michael và St. Gudula
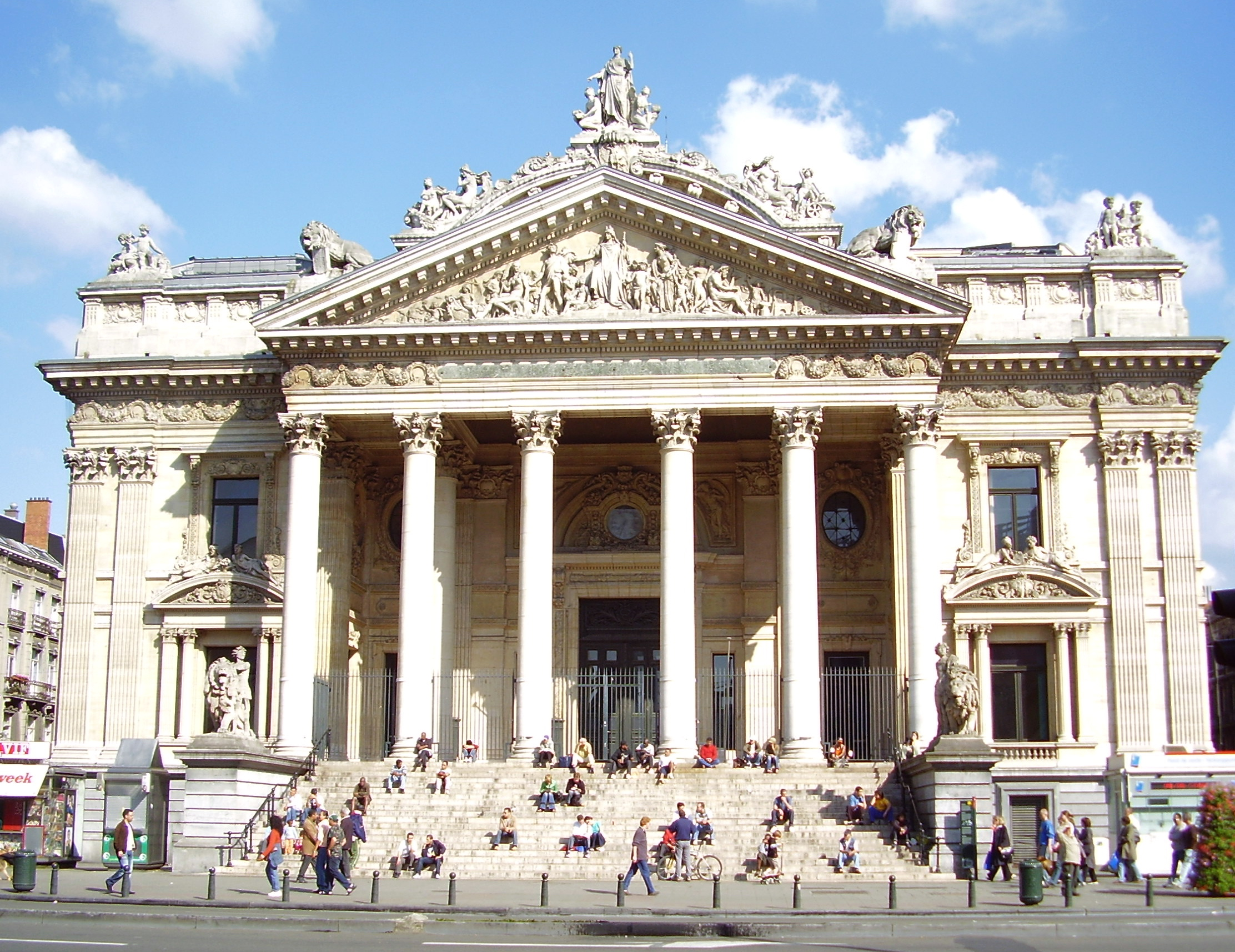
Sở giao dịch chứng khoán Brussels
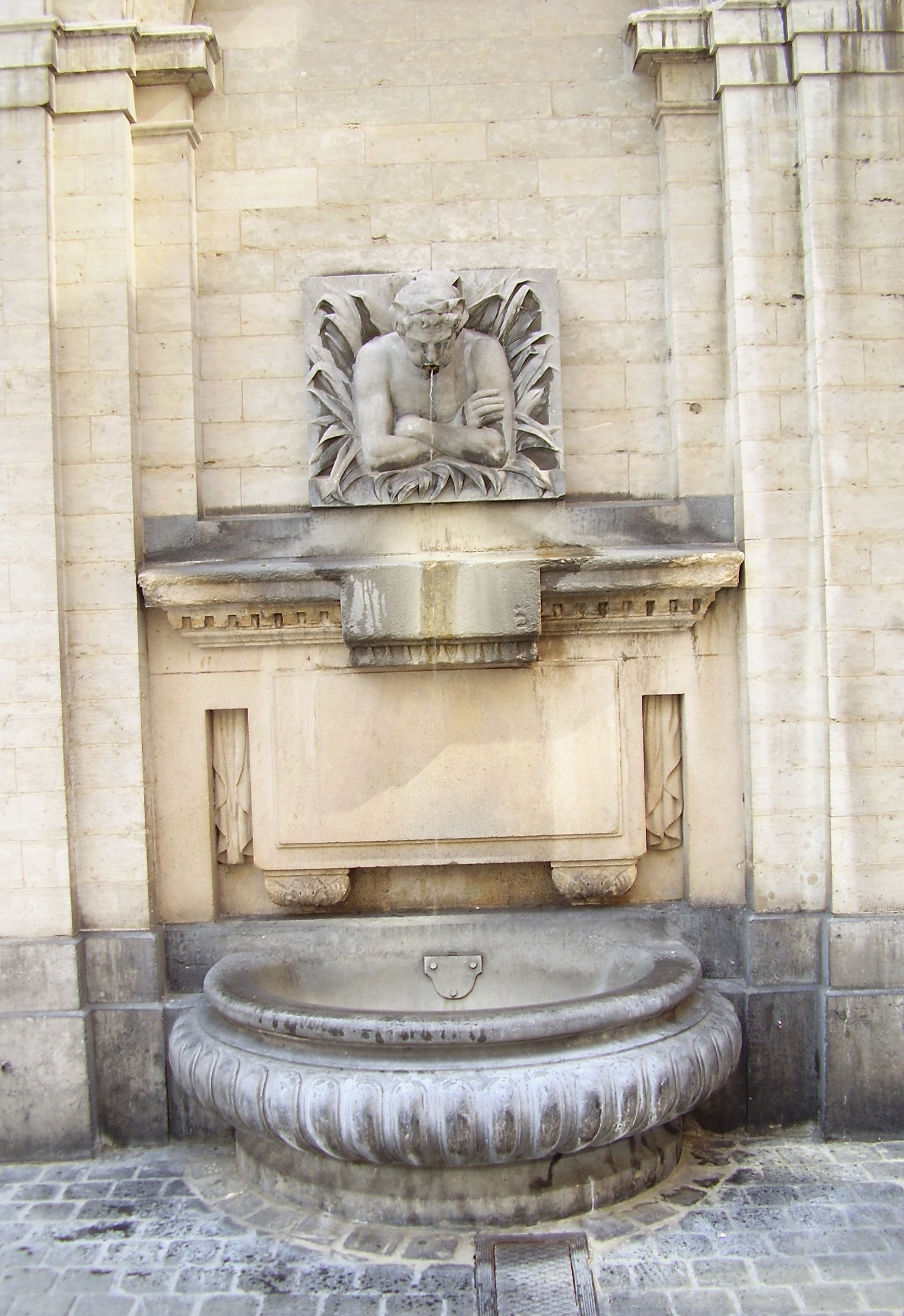
Đài phun nước Le Cracheur
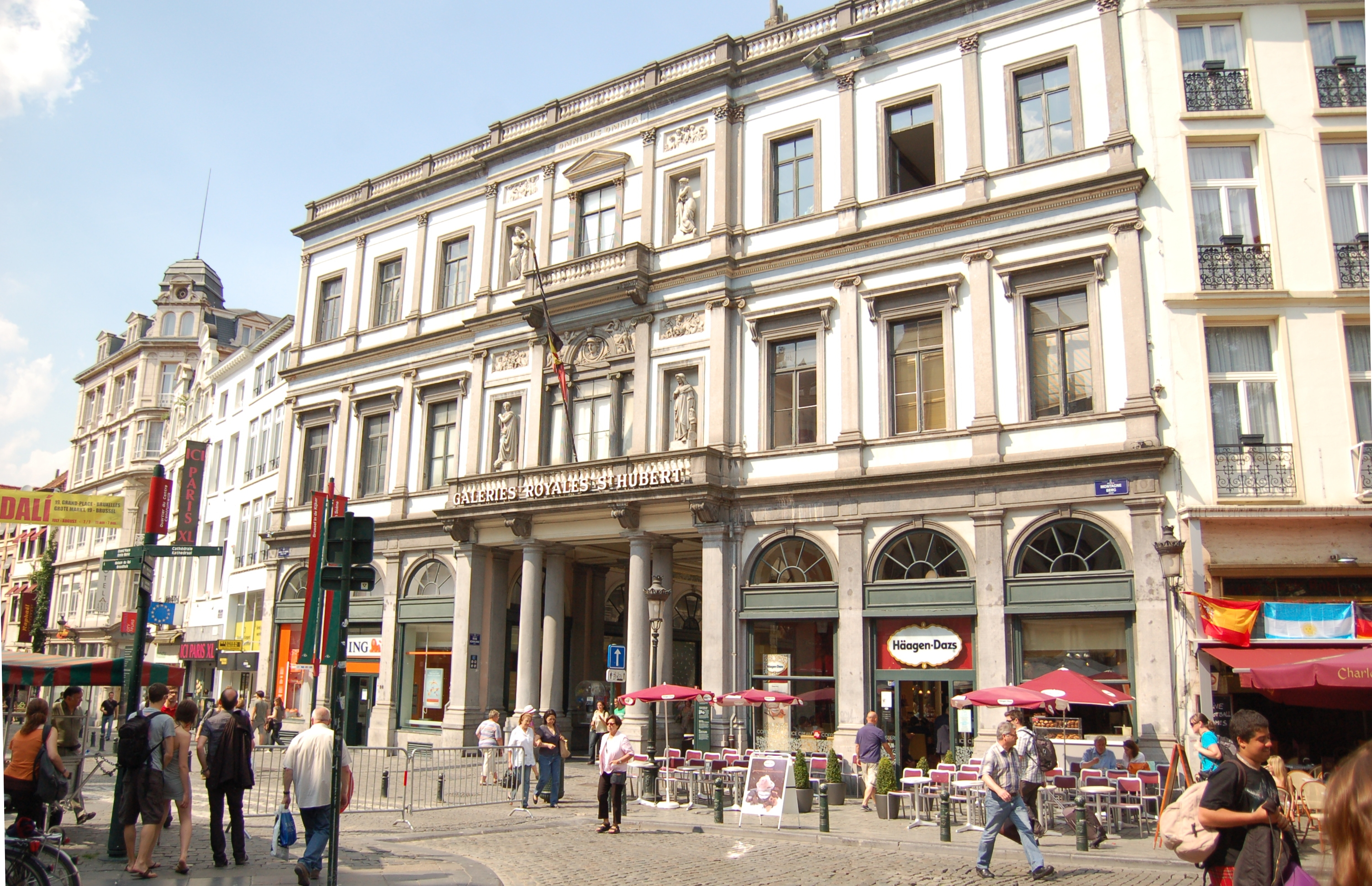
Phòng trưng bày Hoàng gia Saint-Hubert

#### Quận hoàng gia
Quận Hoàng gia (tiếng Pháp: Quartier Royal, tiếng Hà Lan: Koninklijke Wijk or Koningswijk) được đặt tên như vậy bởi vì nó có một mặt là Place Royale / Koningsplein ("Quảng trường Hoàng gia" hay "Quảng trường của Vua"), được xây dựng dưới thời Charles-Alexander của Lorraine trên đồi Coudenberg, trên địa điểm của Cung điện cũ Dukes of Brabant, trong đó một số cấp độ nền tảng nhất định vẫn tồn tại, và mặt khác, Cung điện Hoàng gia Brussels, đối diện với Công viên Brussels, phía bên kia là Tòa nhà Quốc hội Bỉ (Cung điện của Quốc gia). Bên dưới Quận Hoàng gia là Ga Trung tâm và Mont des Arts / Kunstberg, nơi có Thư viện Hoàng gia Bỉ, Cơ quan Lưu trữ Phim Hoàng gia Bỉ (Cinematek), Trung tâm Mỹ thuật Brussels, Bảo tàng Điện ảnh, Bảo tàng Nhạc cụ (MIM), Bảo tàng BELvue, và Bảo tàng Mỹ thuật Hoàng gia của Bỉ đều tọa lạc tại đó.

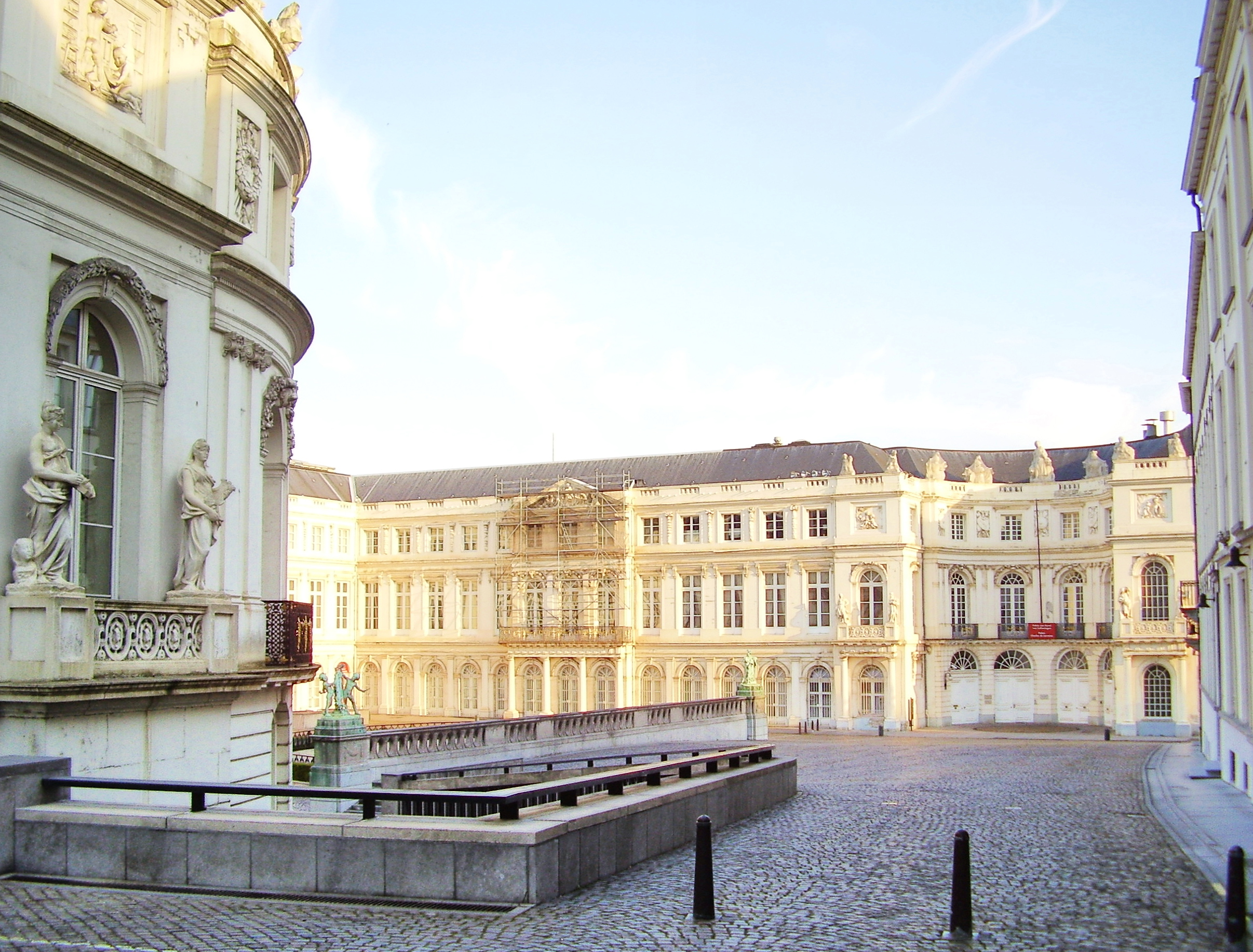
Quảng trường Bảo tàng
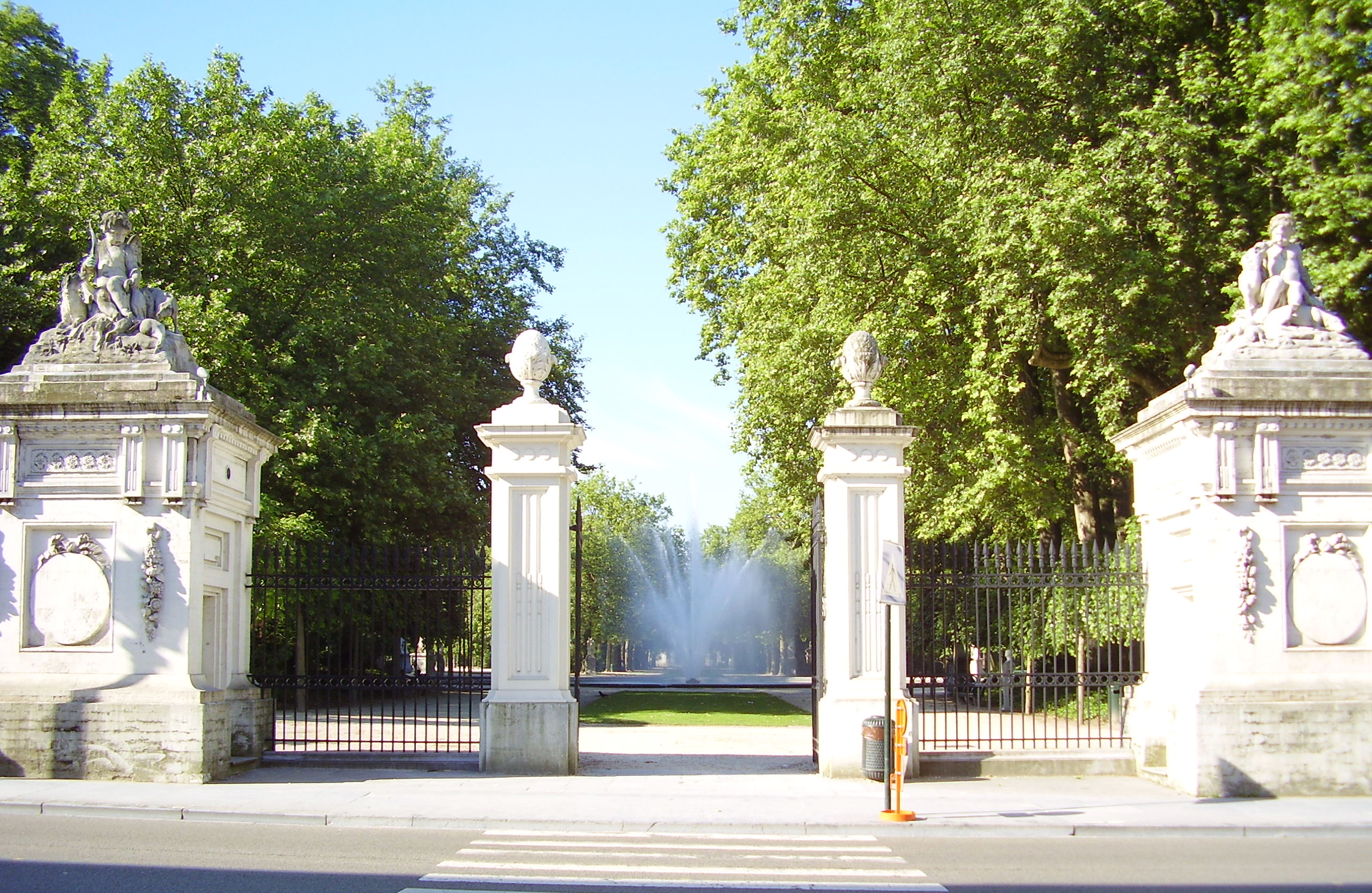
Công viên Brussels
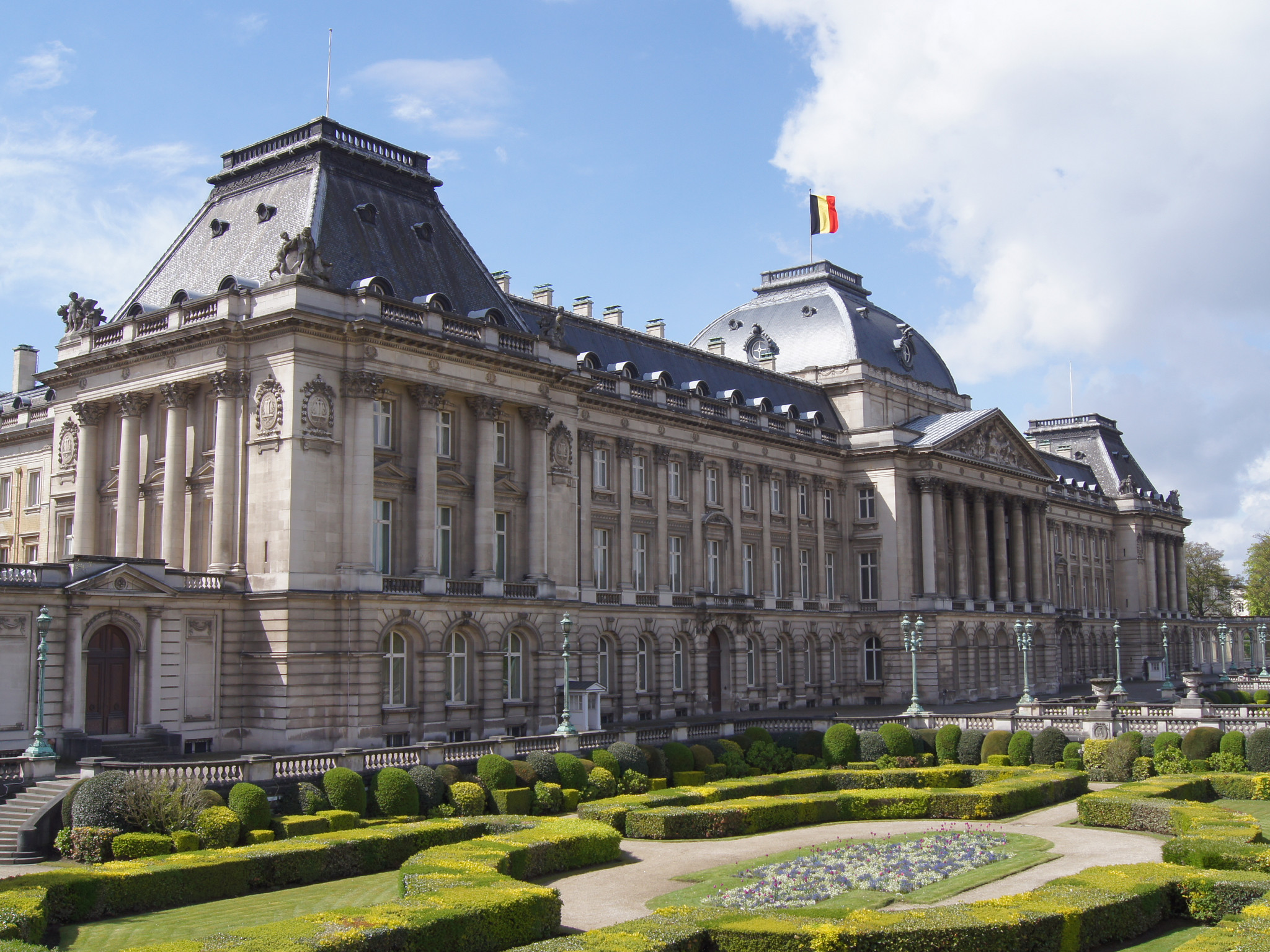
cung điện Hoàng gia
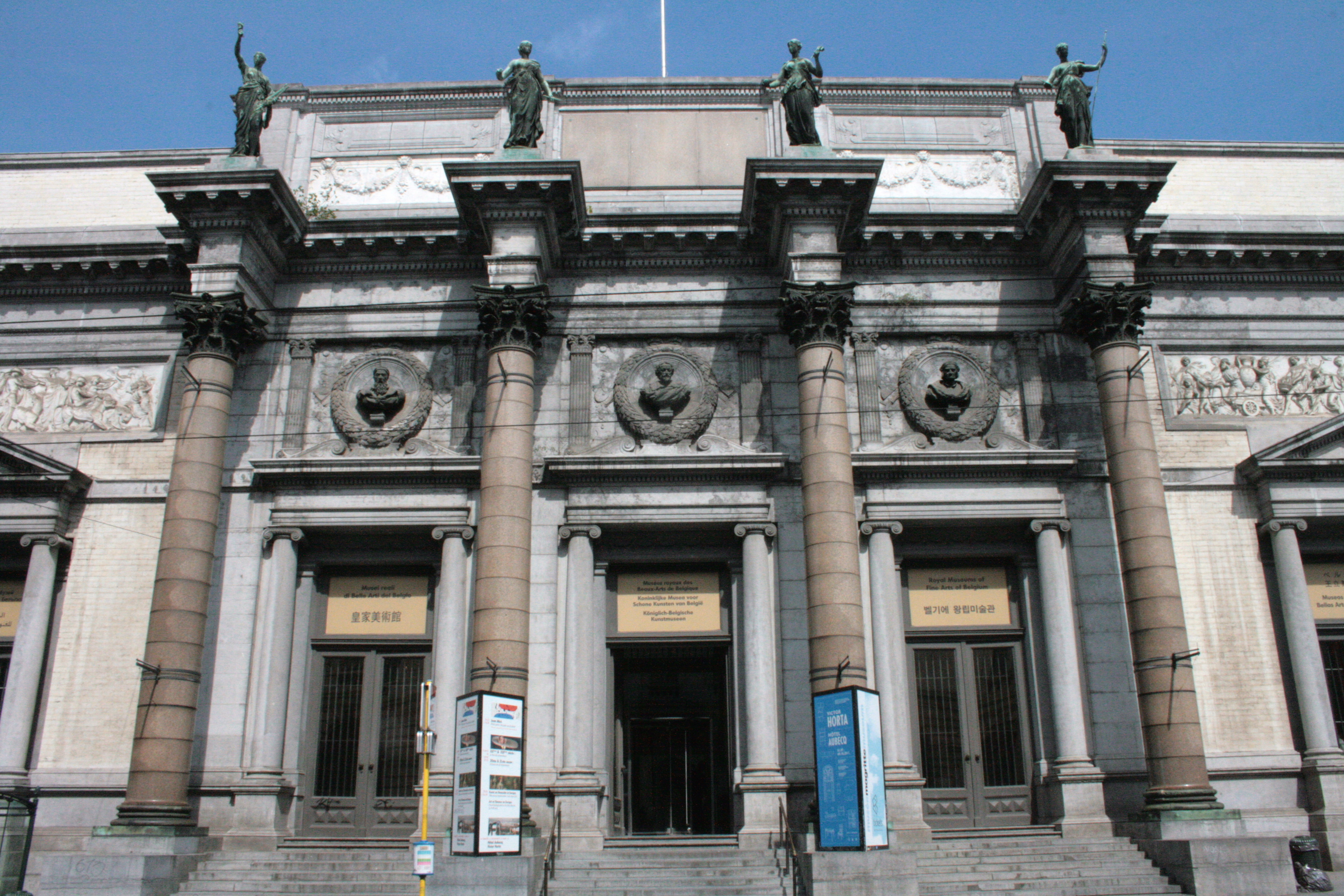
Bảo tàng Mỹ thuật Hoàng gia
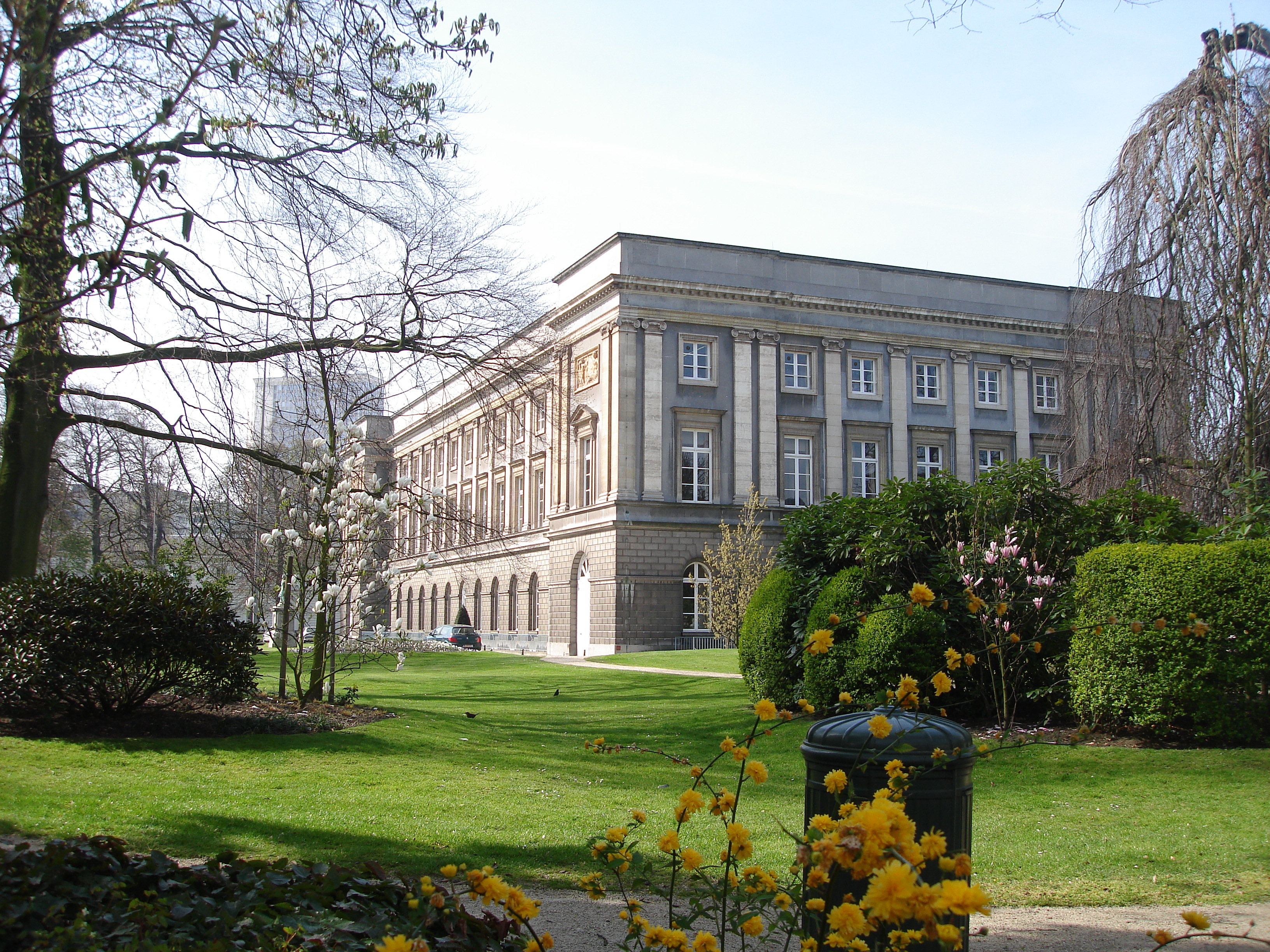
Cung điện Học viện

#### Quận Sablon / Zavel
Đây là một quận sang trọng, nơi tổ chức chợ đồ cổ, và trong đó các đại lý đồ cổ và nghệ thuật, cũng như các cửa hàng sang trọng khác, có công việc kinh doanh của họ. Cách đó không xa là Art Nouveau Maison du Peuple / Volkshuis của kiến trúc sư nổi tiếng Victor Horta, cho đến khi bị phá dỡ vào năm 1965. Sablon cũng là nơi có Cung điện Egmont và Nhạc viện Hoàng gia Brussels. 

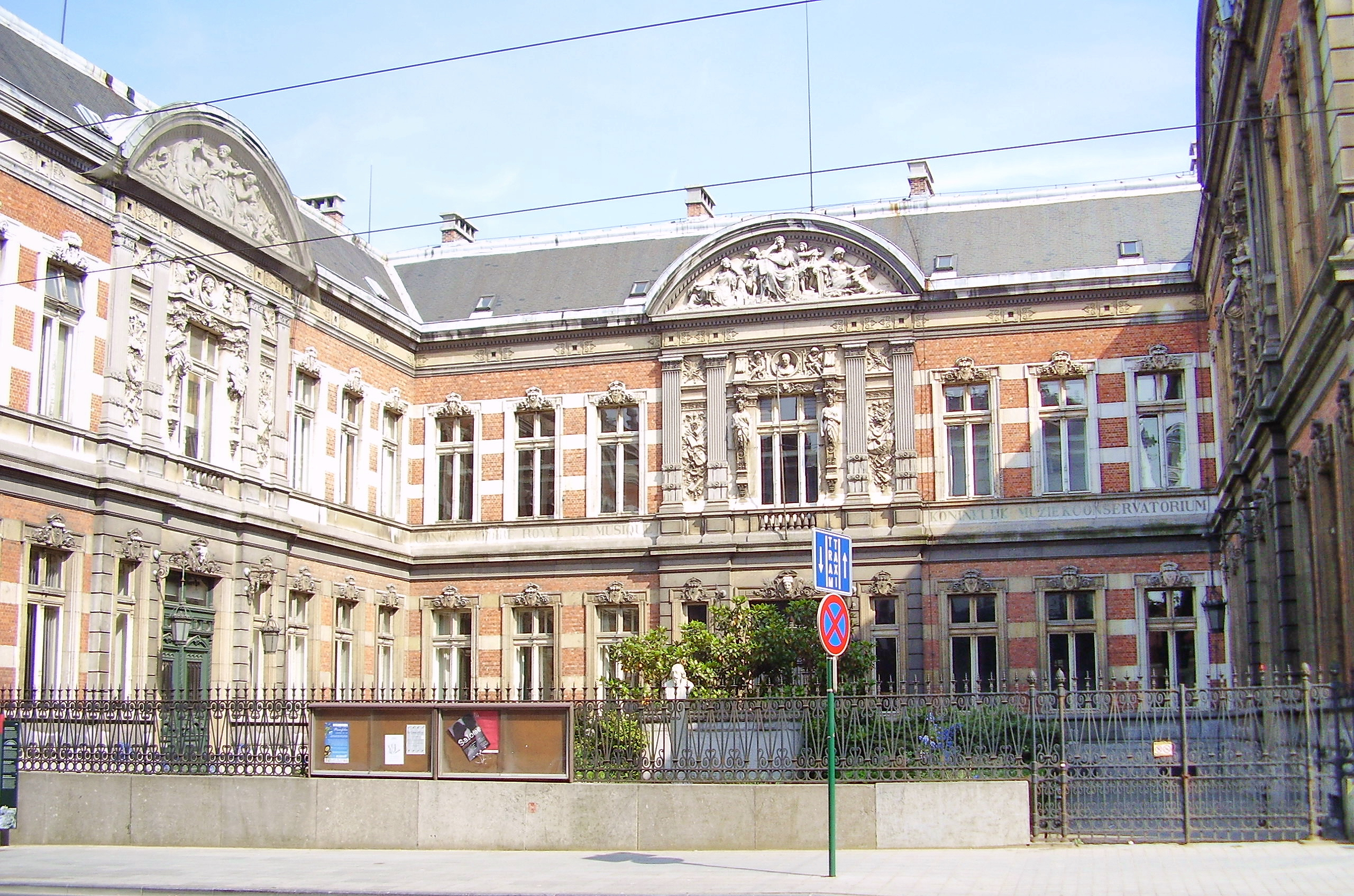
Nhạc viện Hoàng gia
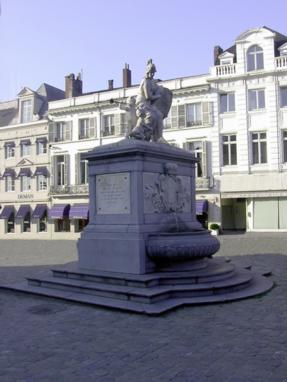
[en→vi]Fountain of Minerva
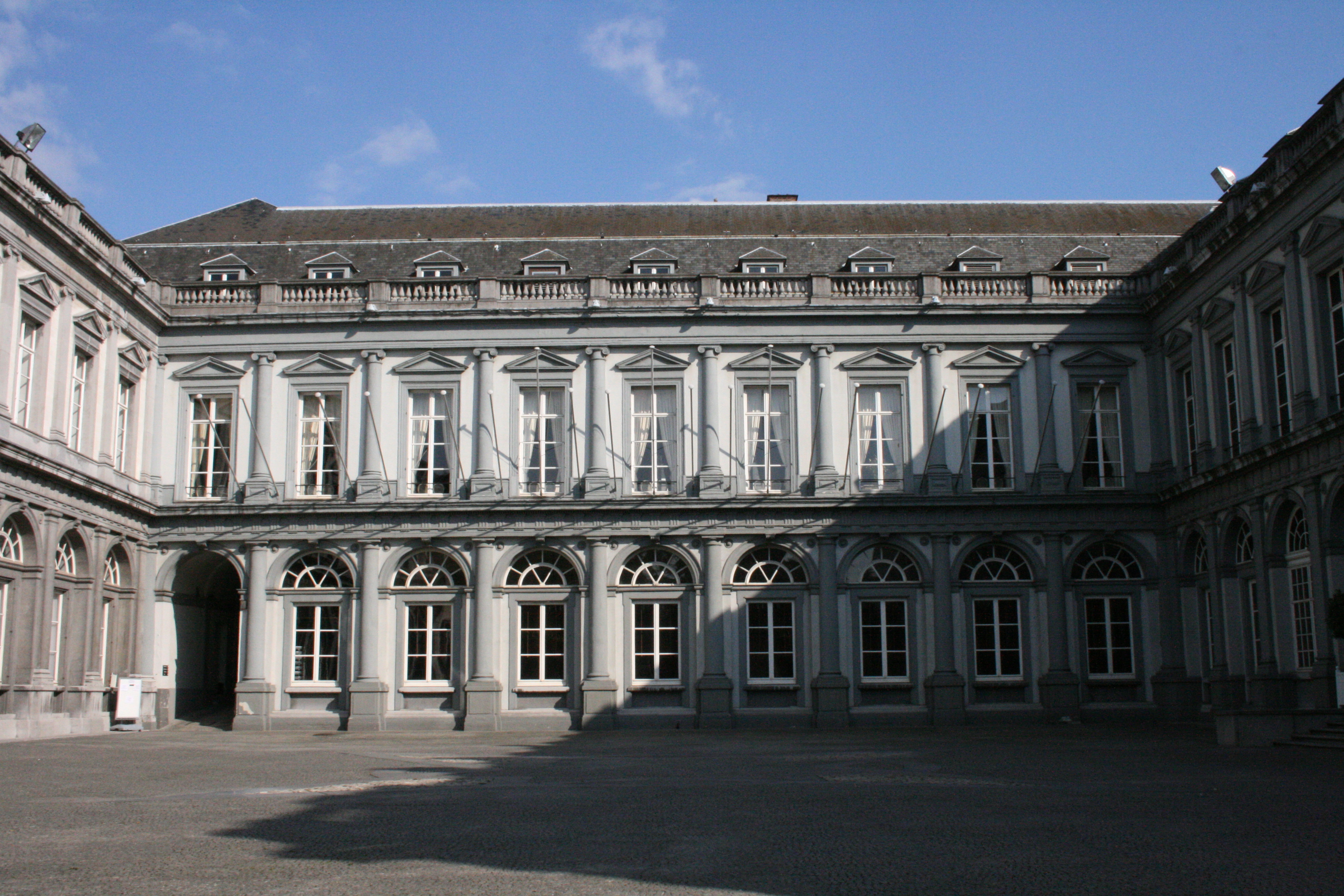
[en→vi]Egmont Palace
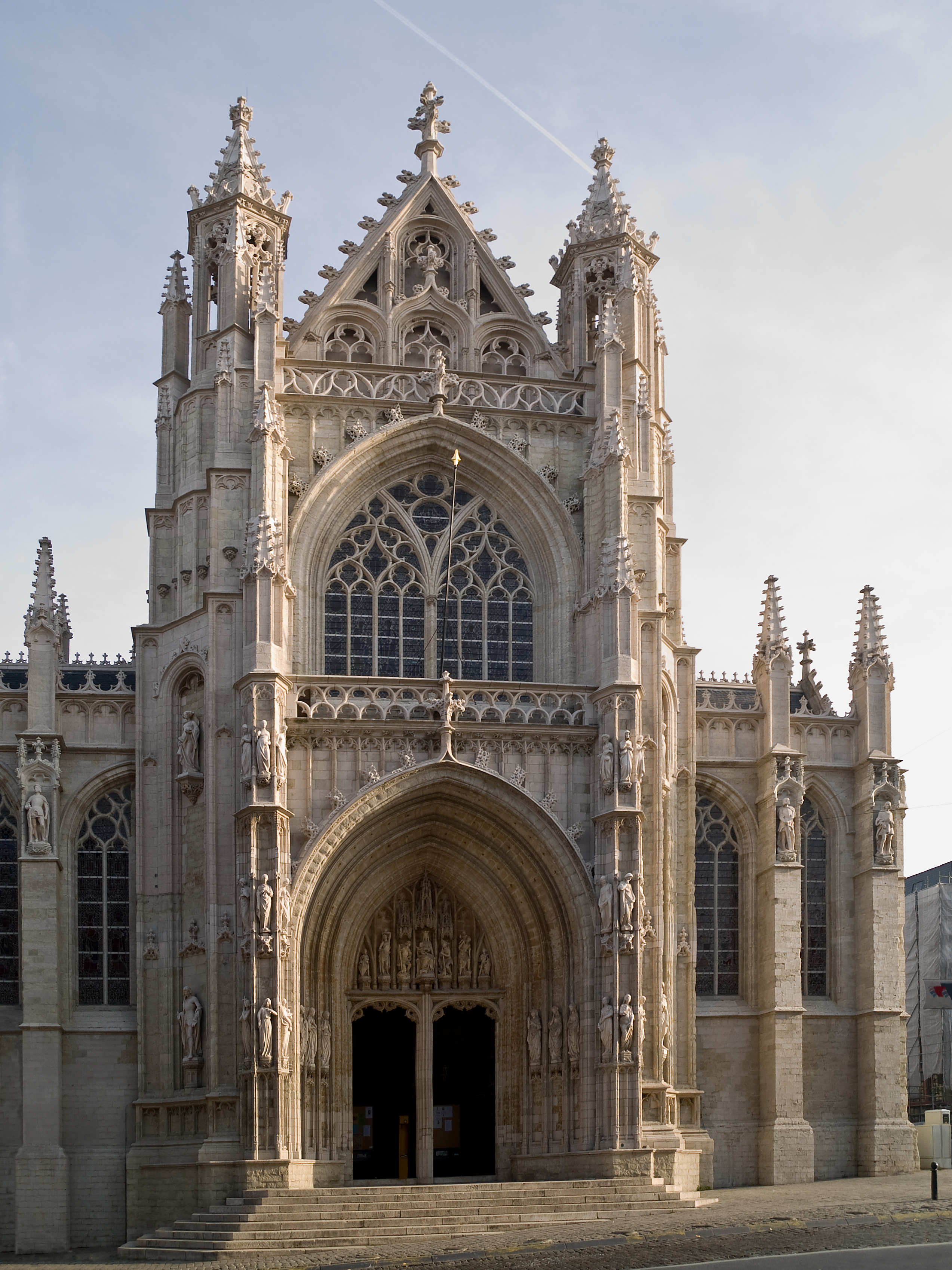
[en→vi]Church of Our Blessed Lady of the Sablon
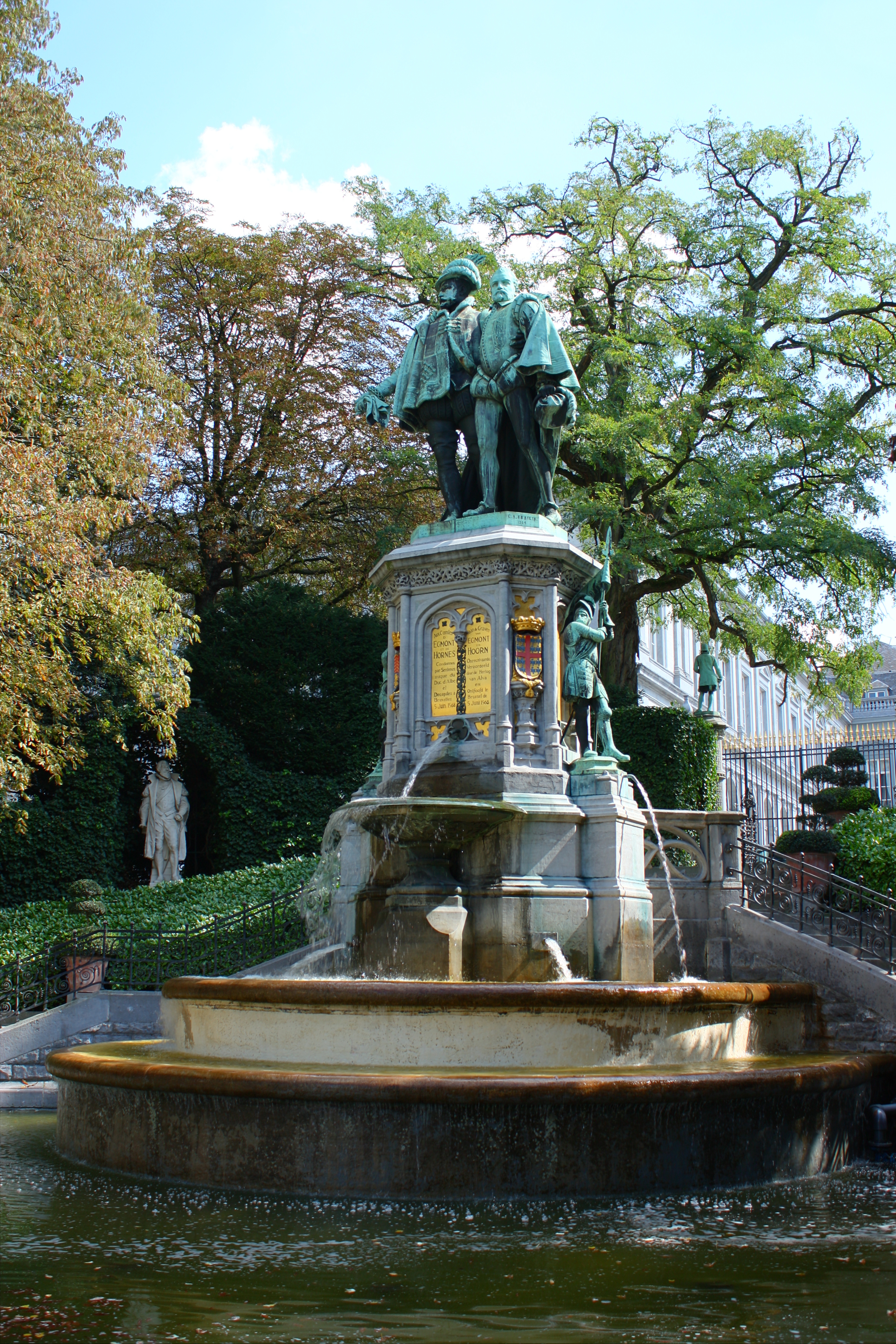
[en→vi]Fountain of the counts of Egmont and Horn

#### Marolles / Marollen District
Trong bóng tối của Cung điện Công lý khổng lồ là Quận Marolles / Marollen cũ (tiếng Pháp: Quartier des Marolles, tiếng Hà Lan: Marollenwijk, không nên nhầm lẫn với Marolle mà những người thuần túy phân định chỉ có 7 đường phố). Từ Place de la Chapelle  / Kapellemarkt  đến Place du Jeu de Balle / Vossenplein, nơi chợ trời hàng ngày được tổ chức từ năm 1873, dọc theo Rue Haute  / Hogestraat  và Rue Blaes  / Blaestraat  Các cửa hàng đồ cũ và bình dân trong một số năm đã nhường chỗ cho các cửa hàng đồ cổ, đánh dấu sự thay đổi sâu sắc của khu vực lân cận. Cité Hellemans, một ví dụ đáng chú ý về các khu phức hợp nhà ở tập thể đầu thế kỷ 20, được xây dựng trên địa điểm có nhiều cống rãnh vuông vắn của vùng lân cận. Rue Haute, một trong những con đường dài nhất và lâu đời nhất trong thành phố, nối tiếp con đường Gallo-La Mã cũ và chạy dọc theo Bệnh viện Saint Peter, được xây dựng vào năm 1935 trên địa điểm của một bệnh viện dành cho người phong cùi, kết thúc ở Cổng Halle, cổng duy nhất còn sót lại trong dãy cổng cho phép đi qua bên trong bức tường thứ hai của Brussels.

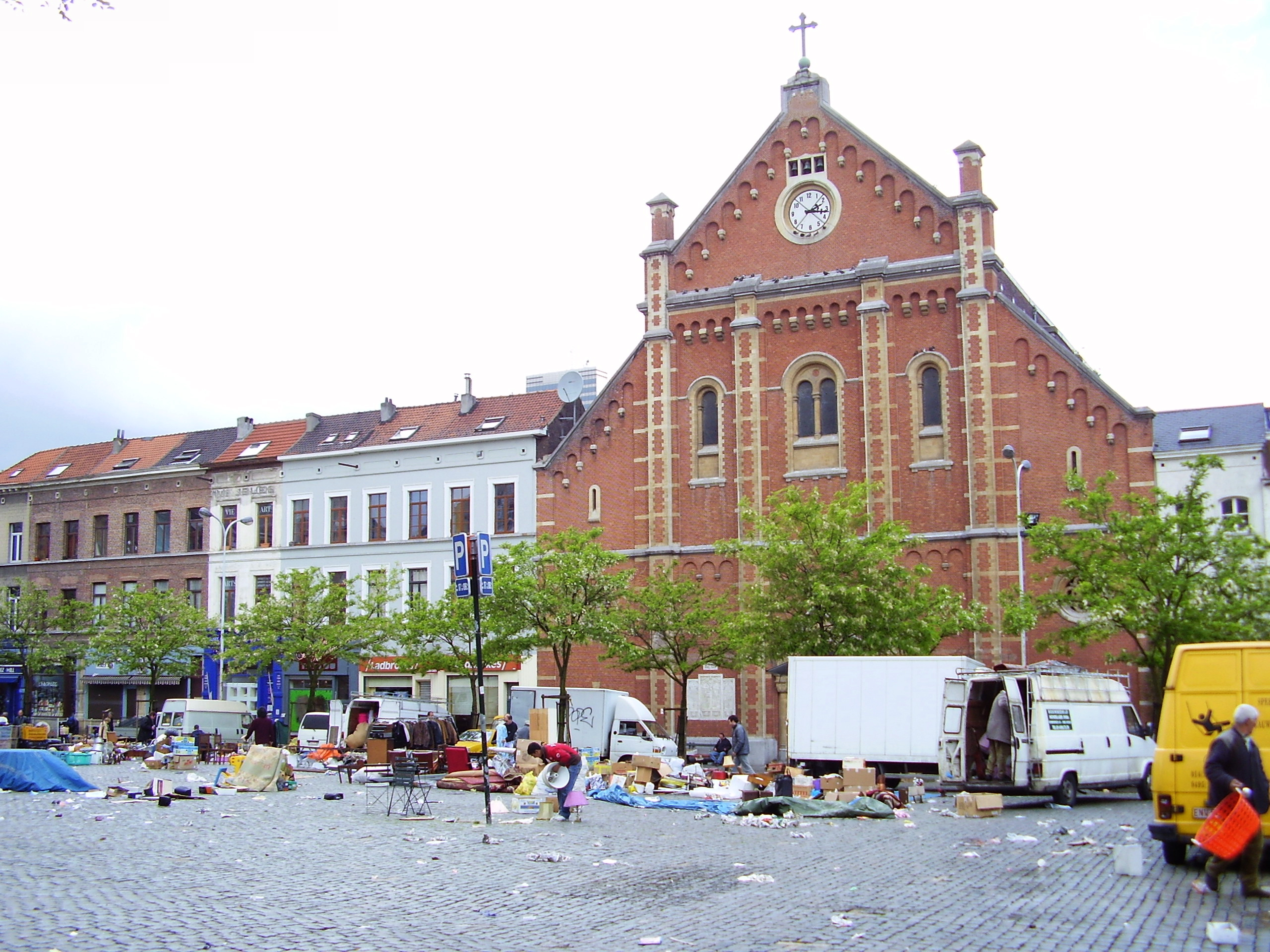
Place du Jeu de Balle / Vossenplein, cuối chợ
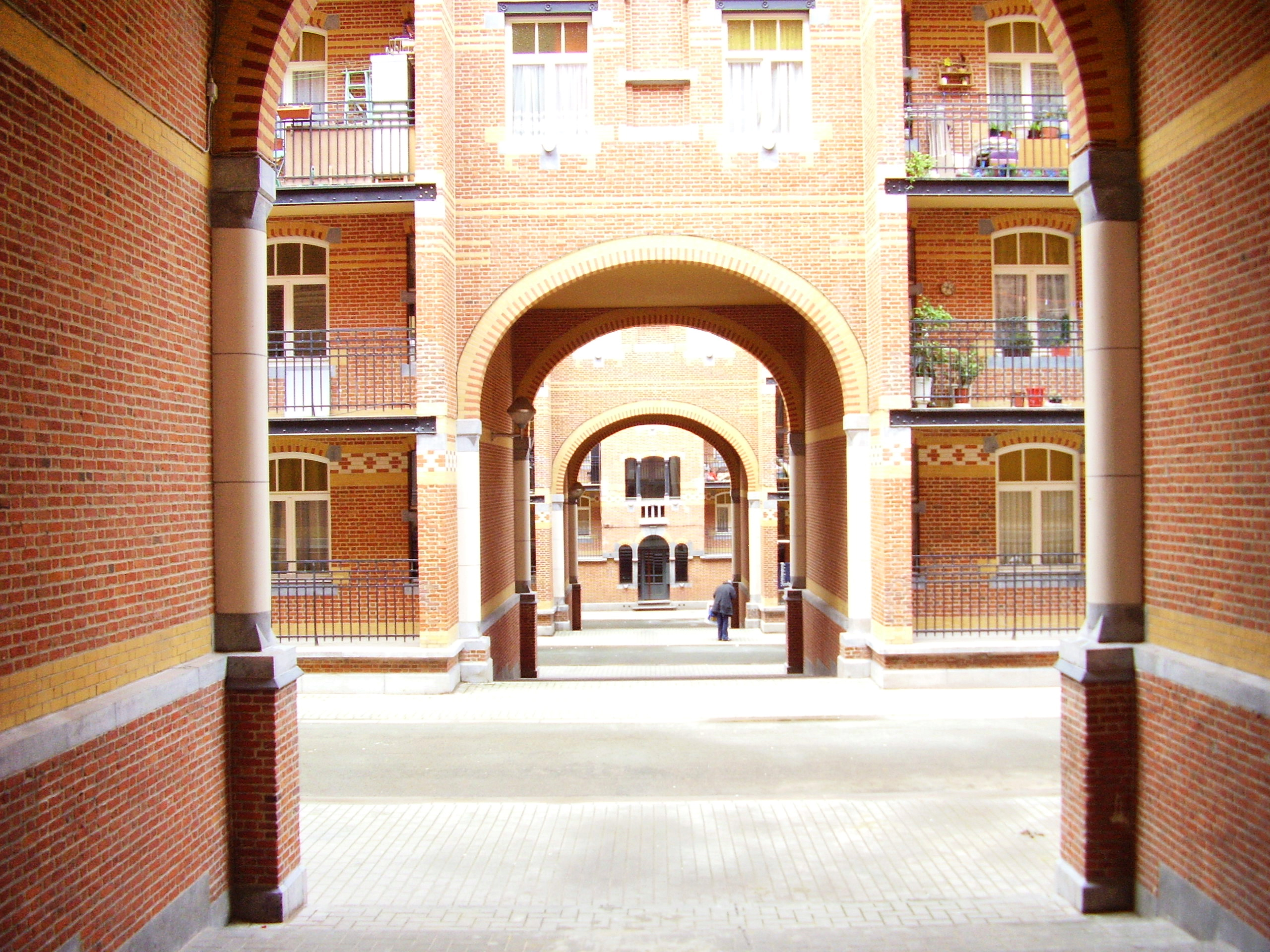
Cité Hellemans, Rue Blaes
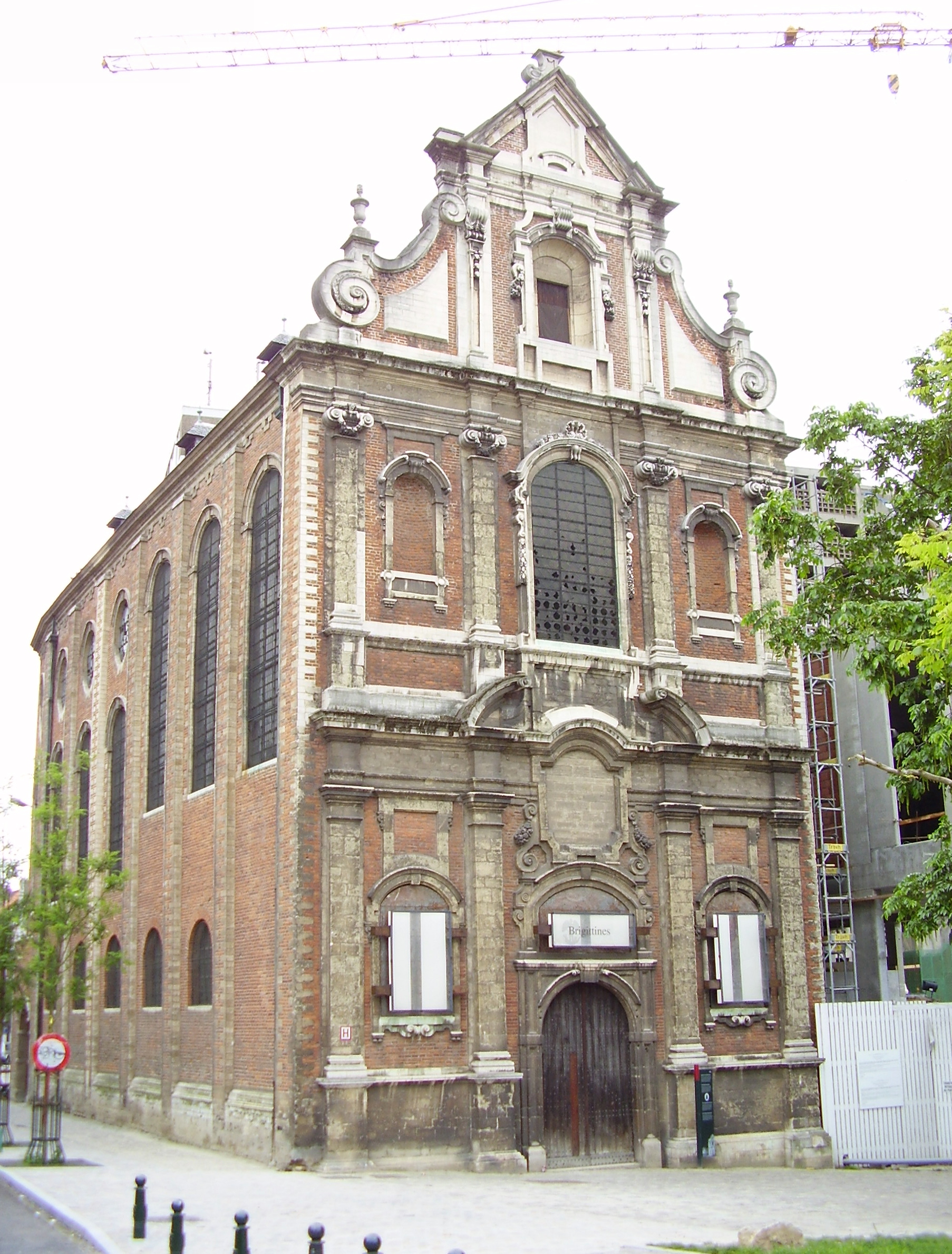
Nhà nguyện Brigittines
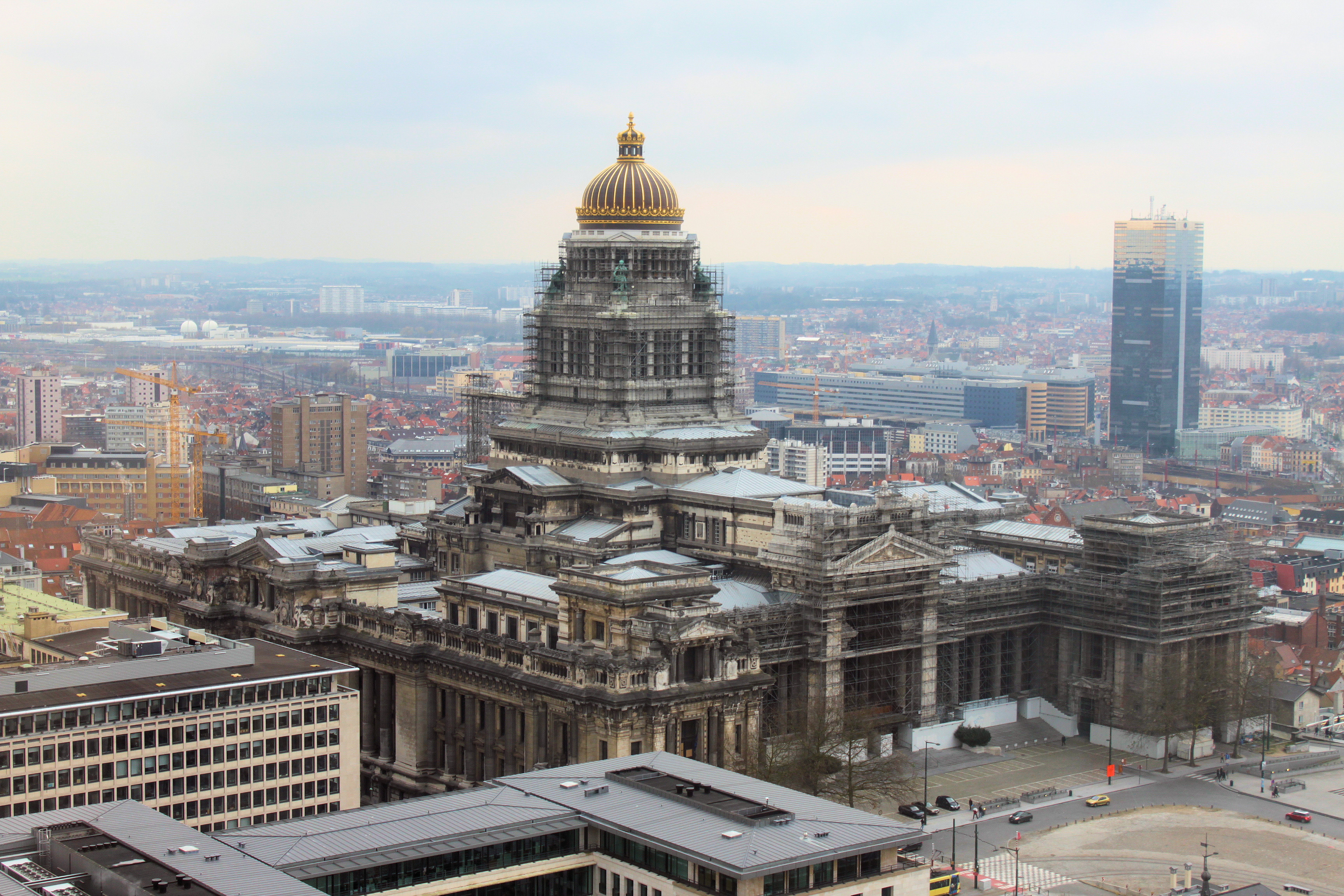
Cung công lý
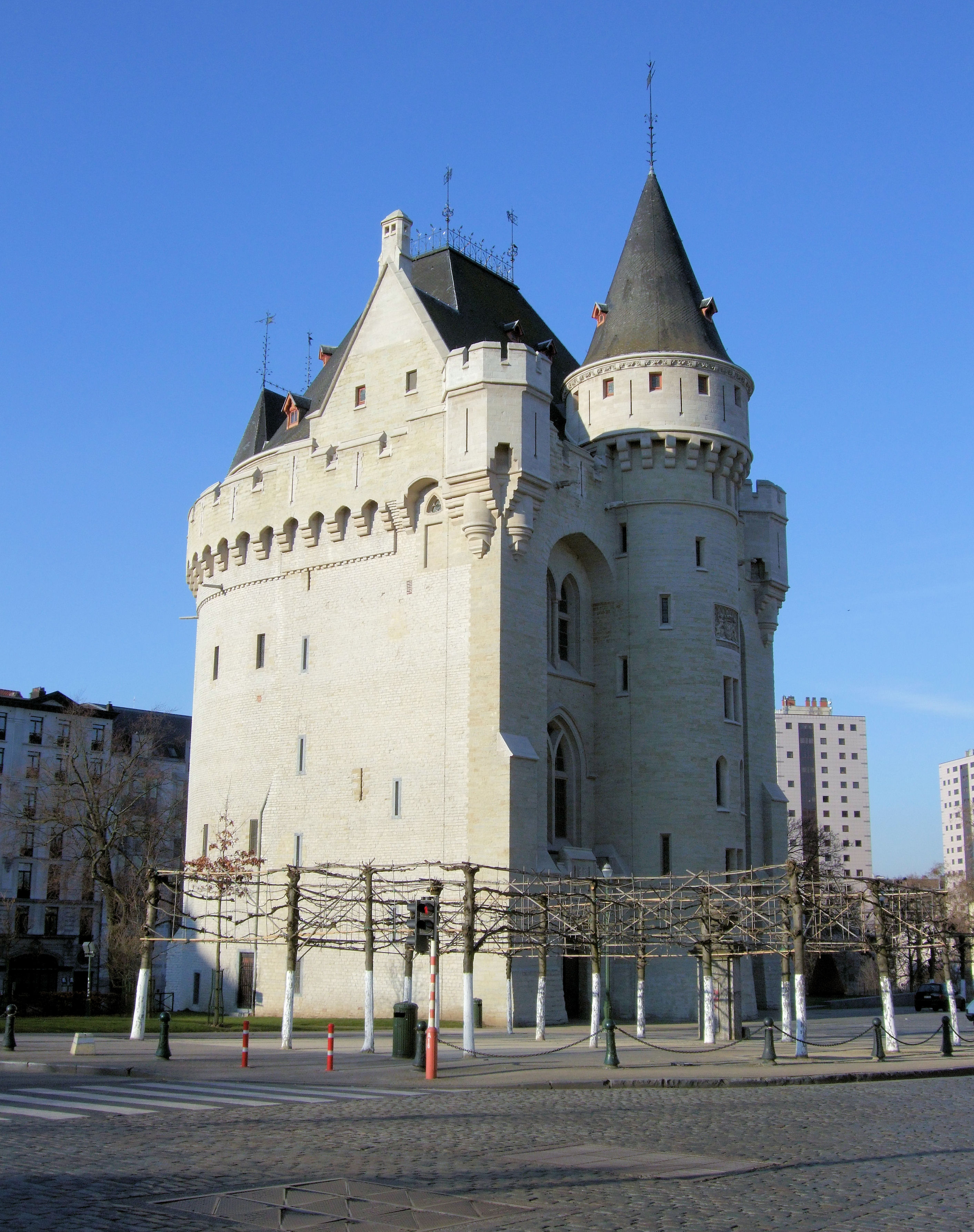
Cổng Halle

#### Quận Midi – LemonnierhoặcQuận Stalingrad
Nó nằm ở trung tâm của Quận Midi – Lemonnier (tiếng Pháp: Quartier Midi–Lemonnier, tiếng Hà Lan: Lemmonier–Zuidwijk), nơi Quảng trường Rouppe ngày nay, Ga phía Nam đầu tiên của Brussels - được gọi là Ga Bogards cho tu viện cùng tên có địa điểm được xây dựng và Rue des Bogards  / Bogaardenstraat  ngày nay là tài liệu tham khảo duy nhất — được đặt từ năm 1839, ga cuối của South Line. Sự hiện diện trước đây của một nhà ga tại địa điểm này cũng giải thích cho chiều rộng bất thường của Đại lộ Stalingrad hiện tại, đi từ quảng trường đến đường vành đai nhỏ, đã được thông xe kể từ khi khánh thành Ga Brussels-South, được xây dựng bên ngoài Lầu Năm Góc ở Năm 1869. Do đó, khu phố này đôi khi được gọi là Quận Stalingrad (tiếng Pháp: Quartier Stalingrad, tiếng Hà Lan: Stalingradwijk). Đồng thời, sau sự bao phủ của Senne, khu vực lân cận đã chứng kiến việc xây dựng các đại lộ trung tâm lớn của haussman, bao gồm Đại lộ Maurice Lemonnier, giáp với Quảng trường Fontainas và Quảng trường Anneessens (vị trí của Chợ cũ trước đây), cũng như Cung điện Midi. Mỗi sáng Chủ nhật, quận Midi tổ chức phiên chợ lớn thứ hai ở châu Âu. 

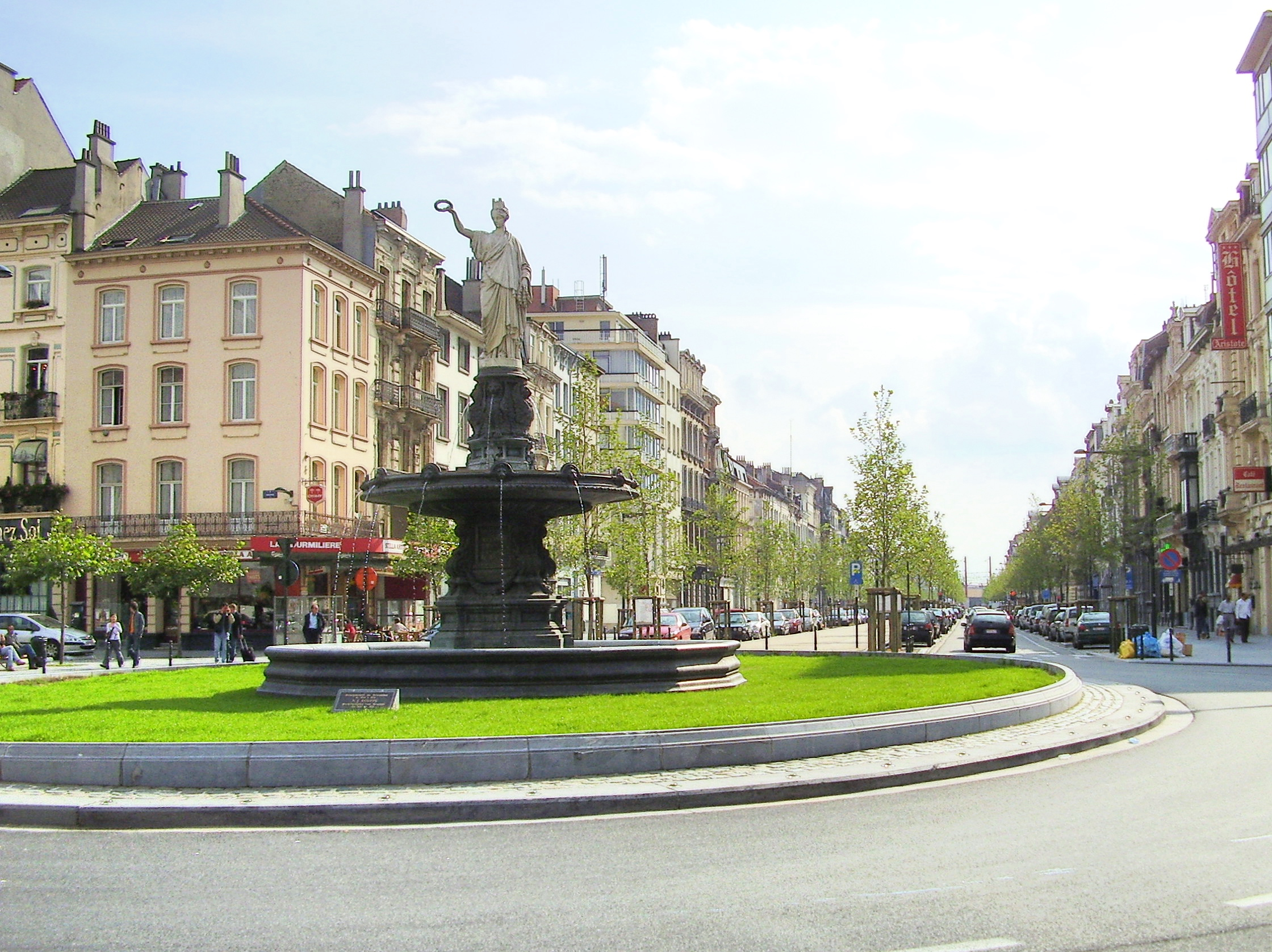
Quảng trường Rouppe và Đại lộ Stalingrad
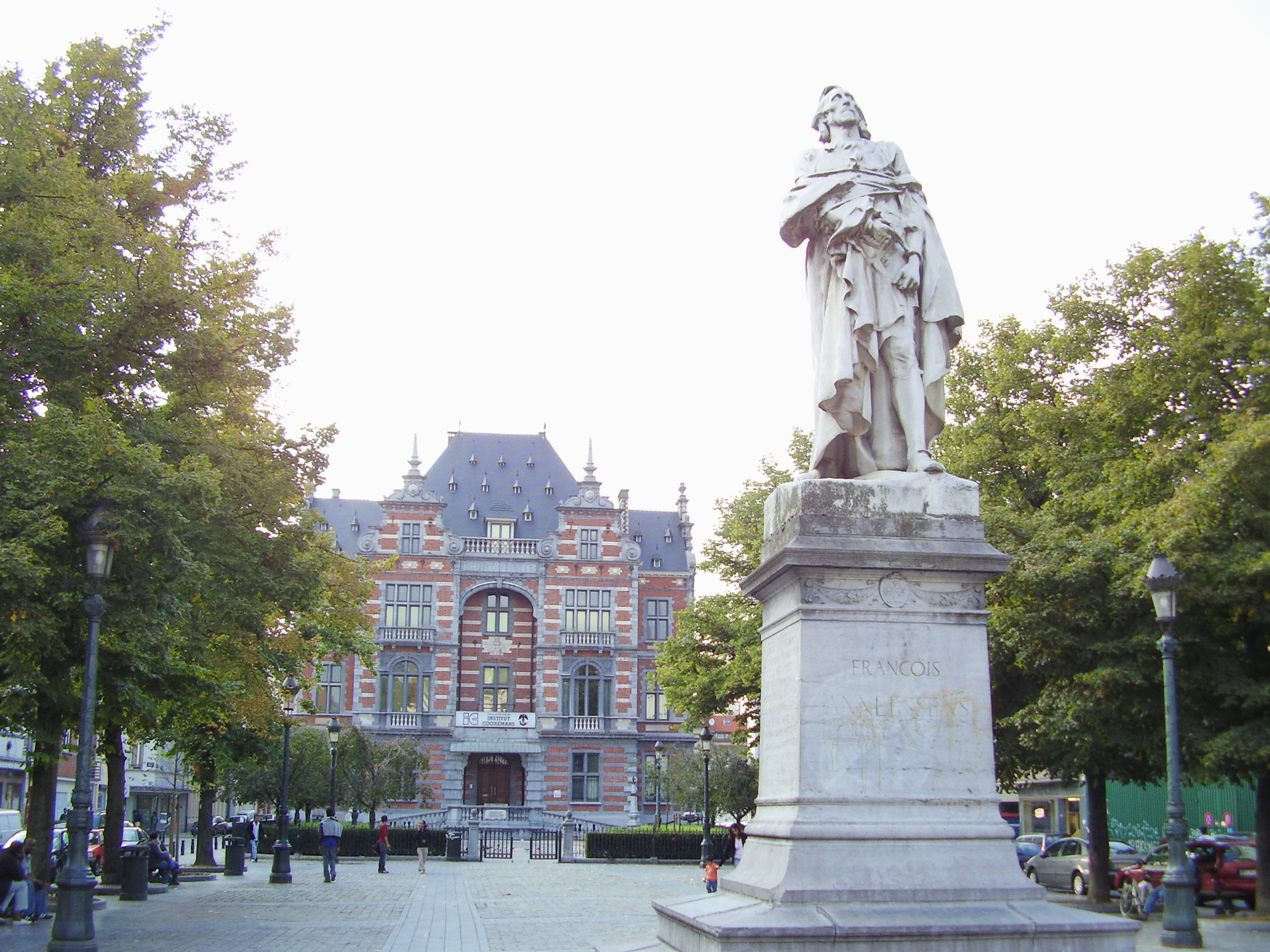
Quảng trường Anneessens và Viện Lucien Cooremans
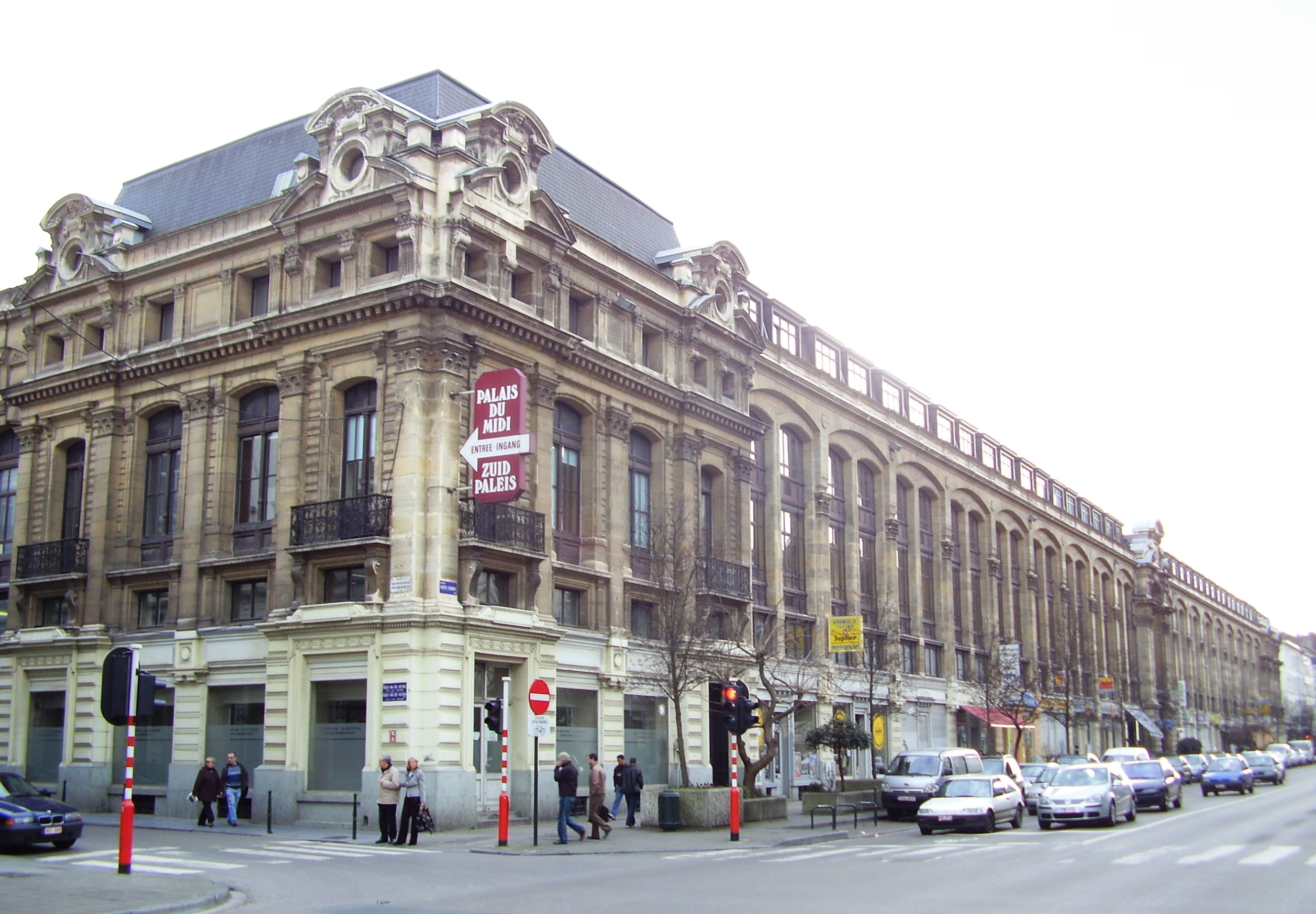
Đại lộ Lemonnier và Cung điện Midi

#### Quận Senne / ZennehoặcQuận Dansaert
Khu đất ẩm ướt và đầm lầy xung quanh Rue de la Senne ngày nay  / Zennestraat  và Rue des Fabriques  / Fabriekstraat  đã được chiếm đóng bởi những người thợ thủ công từ thời Trung cổ. Một nhánh sông vượt qua hàng phòng thủ của các bức tường thứ hai ở cấp độ của Cổng Ninove và Petite Écluse  / Kleine Sluis  ("Small Lock"), đóng vai trò là một bến cảng, phần cuối của nó vẫn ở đó cho đến những năm 1960. Sau đó, các ngành công nghiệp nhỏ và nhiều nhà máy bia thủ công (nay đã biến mất) tự thành lập trong khu vực, điều này vẫn được thể hiện rõ qua tên của Rue du Houblon  / Hopstraat  ("Hops Street") và Rue du Vieux Marché aux Grains  / Oude Graanmarktstraat  ("Phố chợ hạt cũ"). Tháp bắn (Tour à Plomb), được sử dụng để sản xuất súng bắn chì để săn bắn, và Rue de la Poudrière  / Kruitmolenstraat  ("Phố thuốc súng"), cũng là bằng chứng cho các hoạt động trước đây của khu dân cư. Lâu nay bị bỏ quên do việc di dời các doanh nghiệp ra ngoài trung tâm thành phố, Quận Senne / Zenne (tiếng Pháp: Quartier de la Senne, tiếng Hà Lan: Zennewijk) Đã cho một vài năm là đối tượng của một sự quan tâm mới và đang trong quá trình chỉnh trang đô thị do có nhiều cơ sở công nghiệp bỏ hoang được chuyển đổi thành gác xép. Khu vực xung quanh Rue Antoine Dansaert  / Antoine Dansaertstraat  đã trở thành một quận thời thượng và đang thu hút dân số trẻ hơn, khá giả hơn và chủ yếu nói tiếng Hà Lan. Tình trạng mới này, dẫn đến hậu quả là giá thuê tăng, không phải là không có vấn đề đối với những cư dân kém may mắn trong khu vực.

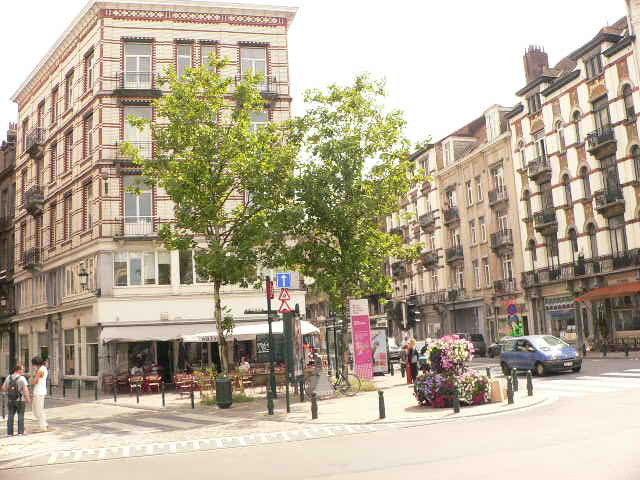
Rue Antoine Dansaert/Antoine Dansaertstraat
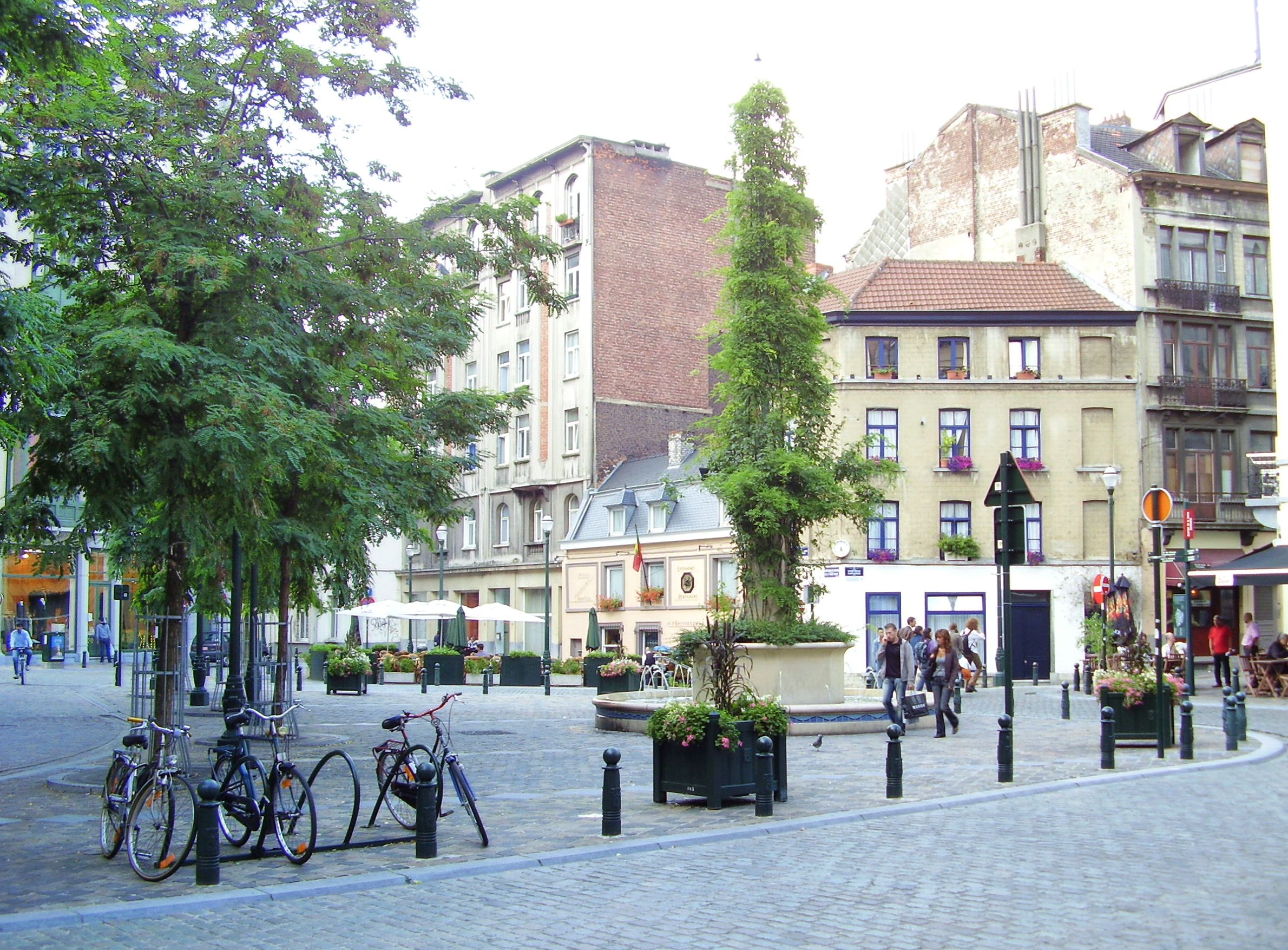
Quảng trường vườn hoa
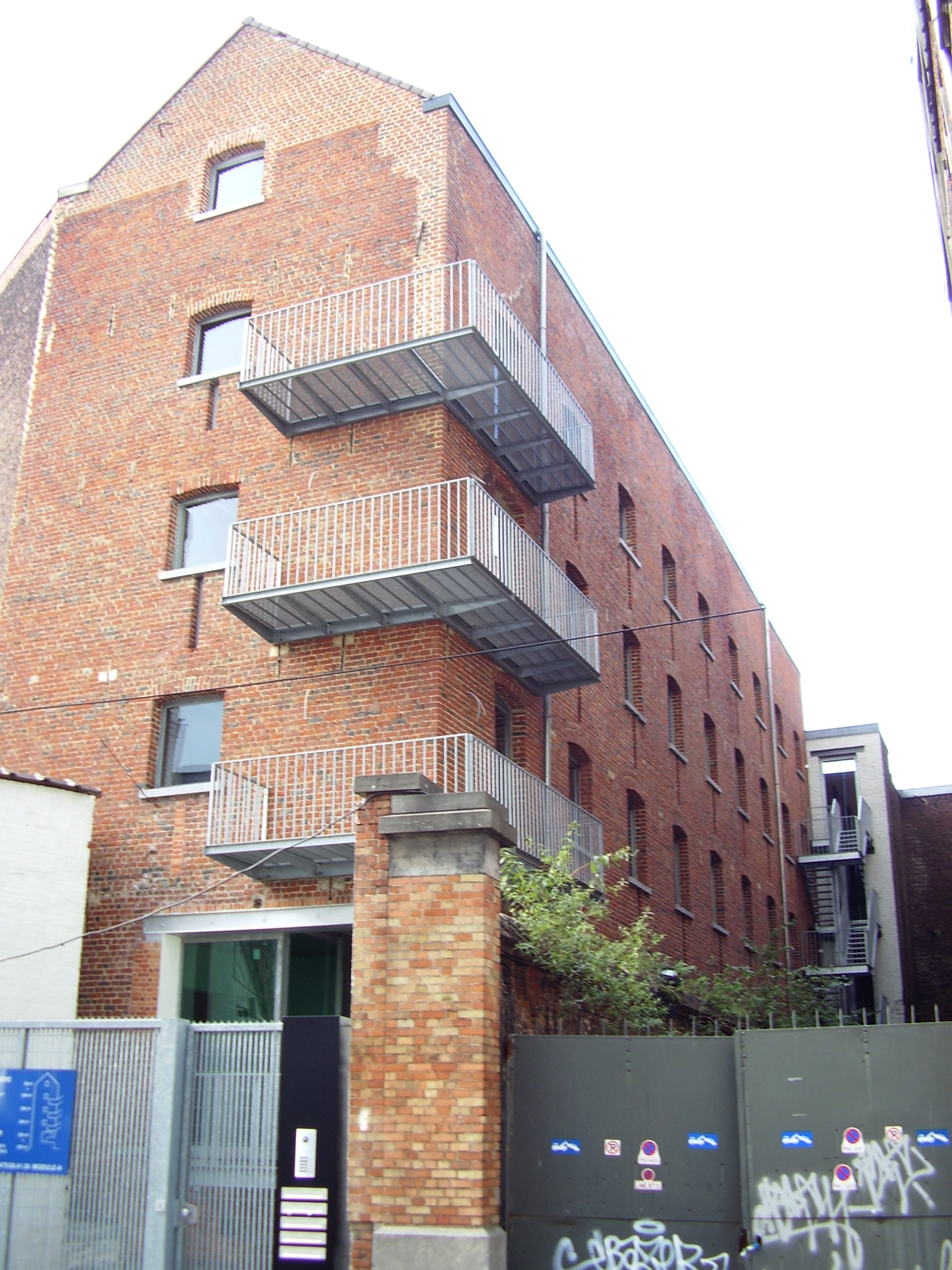
Tòa nhà công nghiệp chuyển thành nhà ở (gác xép)
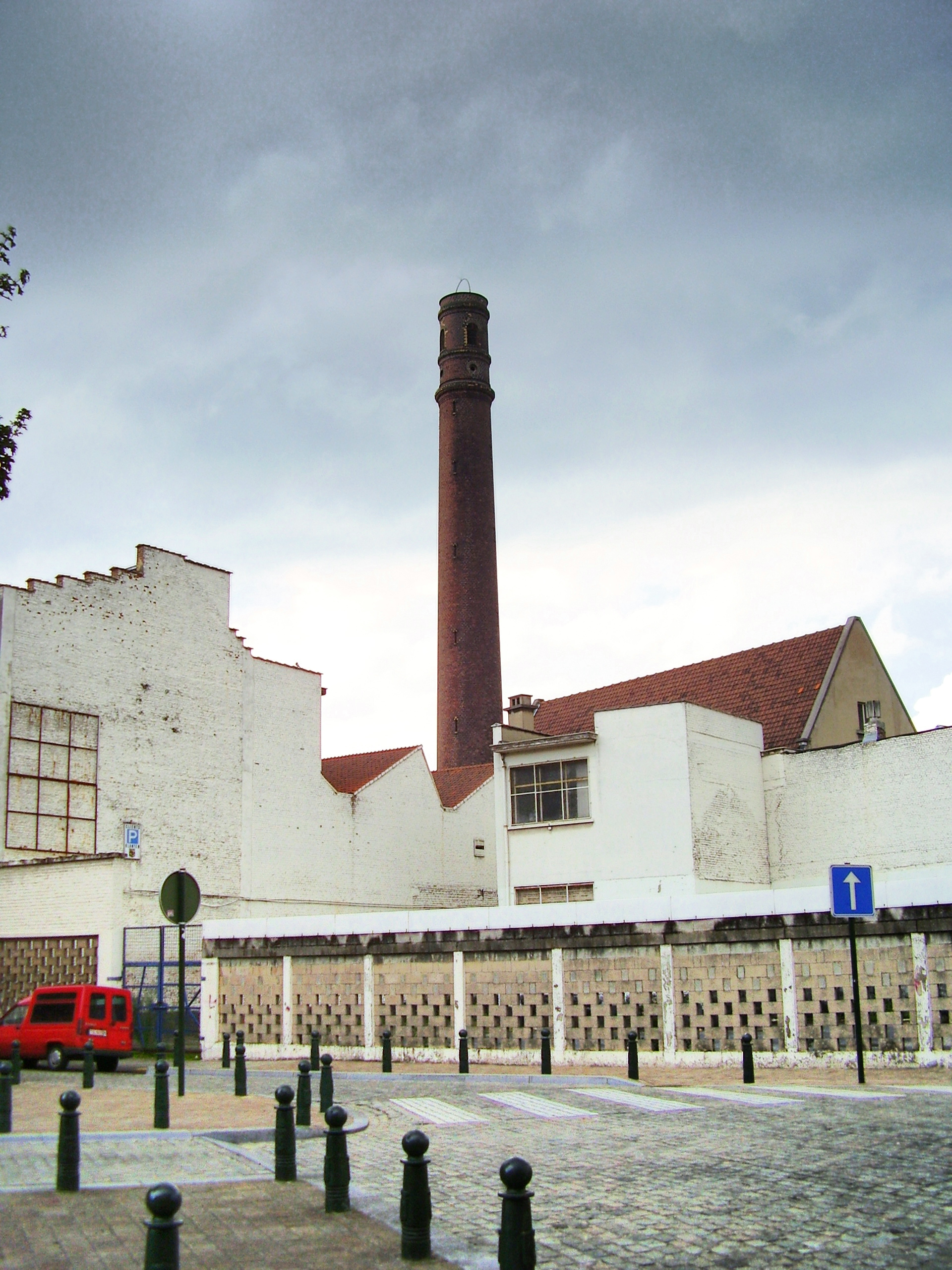
Tour à Plomb

#### Quận QuayshoặcQuận Hàng hải
Quận Quays (tiếng Pháp: Quartier des Quais, tiếng Hà Lan: Kaalenwijk) là cảng cũ của Bruxelles, nơi đóng vai trò “cái rốn” của thành phố trong một thời gian dài. Những con thuyền đến từ sông Scheldt xuyên qua Cổng Rivage, tại địa điểm Quảng trường Yser ngày nay, để tham gia vào một trong những con kênh, mỗi bến tàu dành riêng cho một loại hàng hóa. Được lấp đầy vào thế kỷ 19, khi khai trương cảng mới của Brussels, các kênh đào đã được thay thế bằng các đại lộ rộng, hai bên được giữ lại trong tên gọi của chúng để ghi nhớ chức năng cũ của chúng: Quai aux Briques  / Baksteenkaai  ("Brick Wharf"), Quai au Bois à Brûler  / Brandhoutkaai  ("Bến củi"), Quai aux Pierres de Taille  / Arduinkaai  ("Bến tàu Quarry Stone"), Quai au Foin  / Hooikaai  ("Hay Wharf"), v.v., hoặc tham chiếu đến các hoạt động thương mại của vùng lân cận: Rue du Magasin  / Pakhuisstraat  ("Phố nhà kho"), Rue des Commerçants  / Koopliedenstraat  ("Phố thương nhân"), Rue du Marché aux Porcs  / Varkensmarktstraat  ("Phố Chợ Heo") và Quai du Commerce  / Handelskaai  ("Bến Thương mại"). Dọc theo bờ sông, nhiều ngôi nhà tư sản, từng thuộc về các thương gia giàu có, đã bảo tồn các lối vào nhà kho. Trên Đại lộ Ypres, người ta vẫn có thể băng qua các cửa hàng bán buôn thực phẩm, ngày nay được cung cấp bằng xe tải, đã thay thế thuyền. Khu vực xung quanh cũng bao gồm các Beguinage Brussels, với Giáo hội của Thánh John the Baptist và địa điểm đáng chú ý Grand Hospice Pacheco.

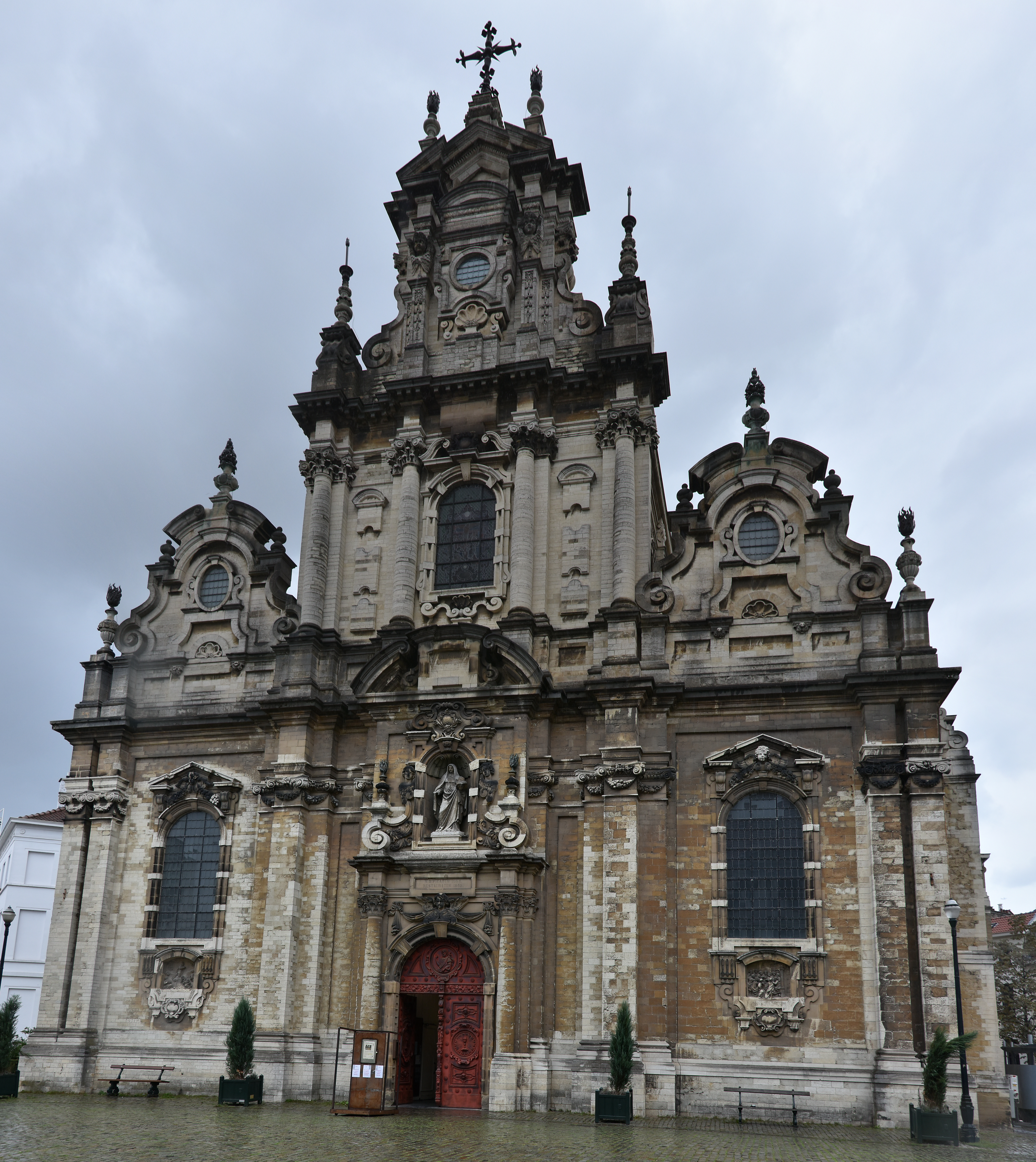
Nhà thờ Thánh John the Baptist
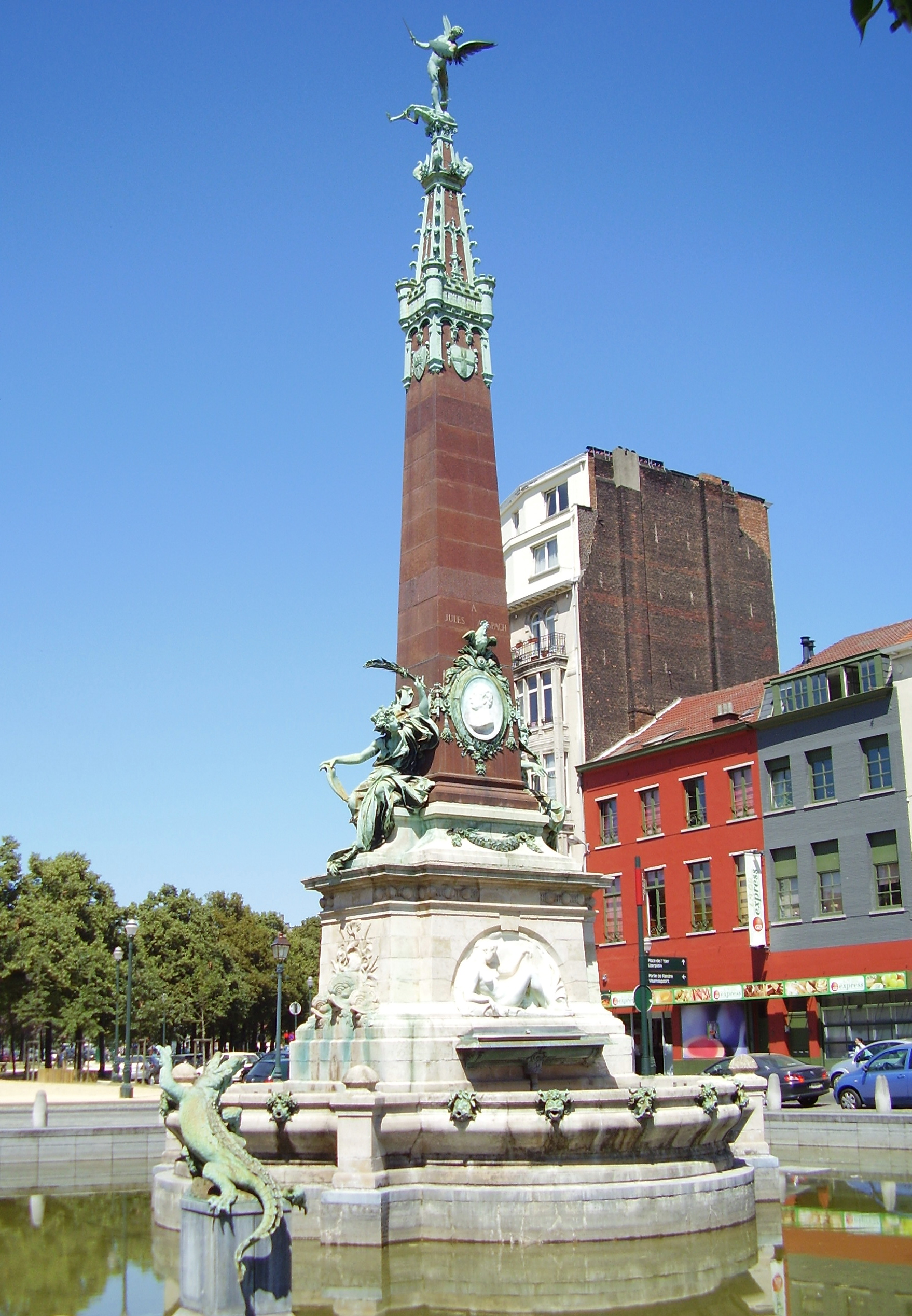
Đài phun nước Anspach
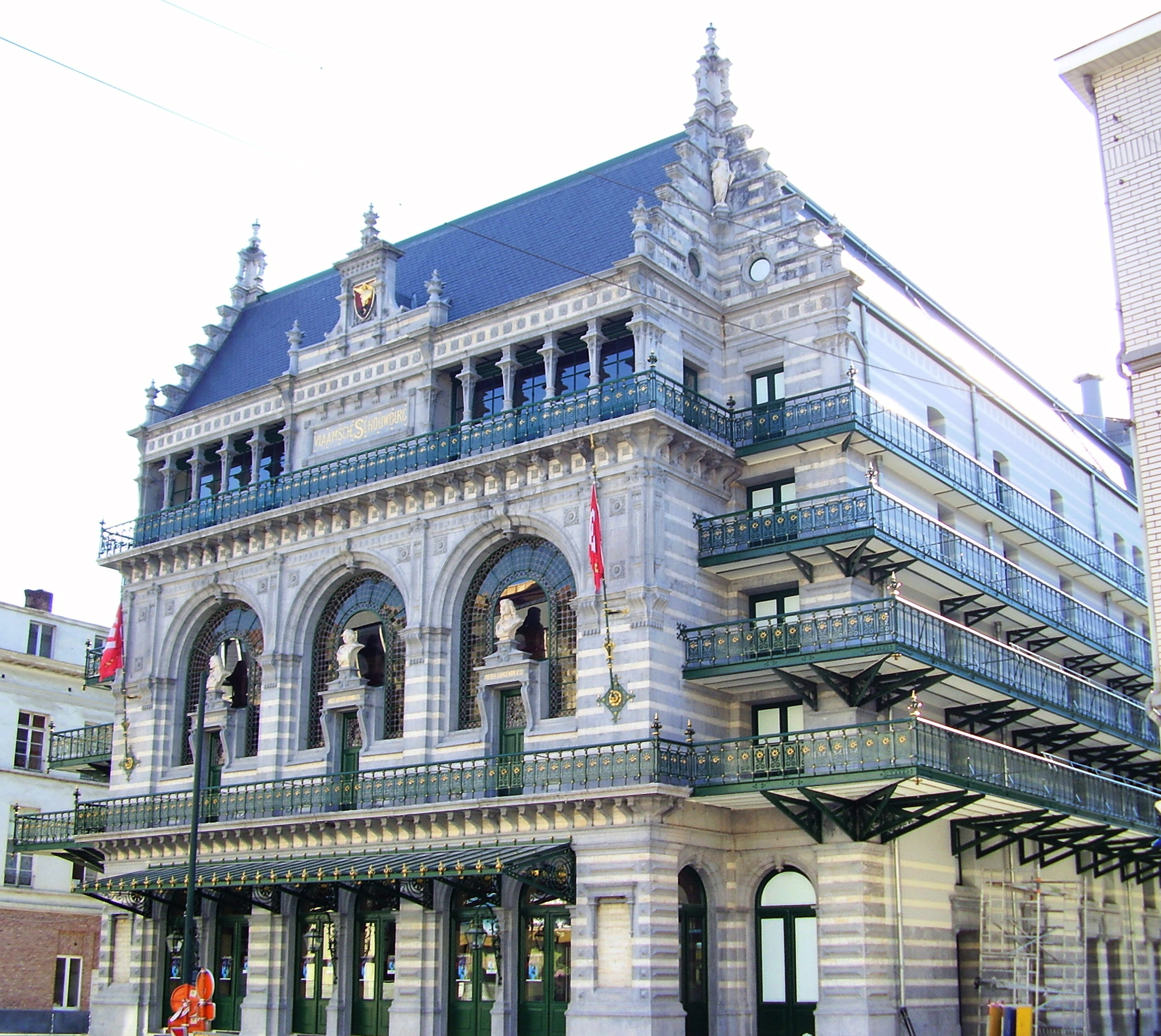
Nhà hát Royal Flemish
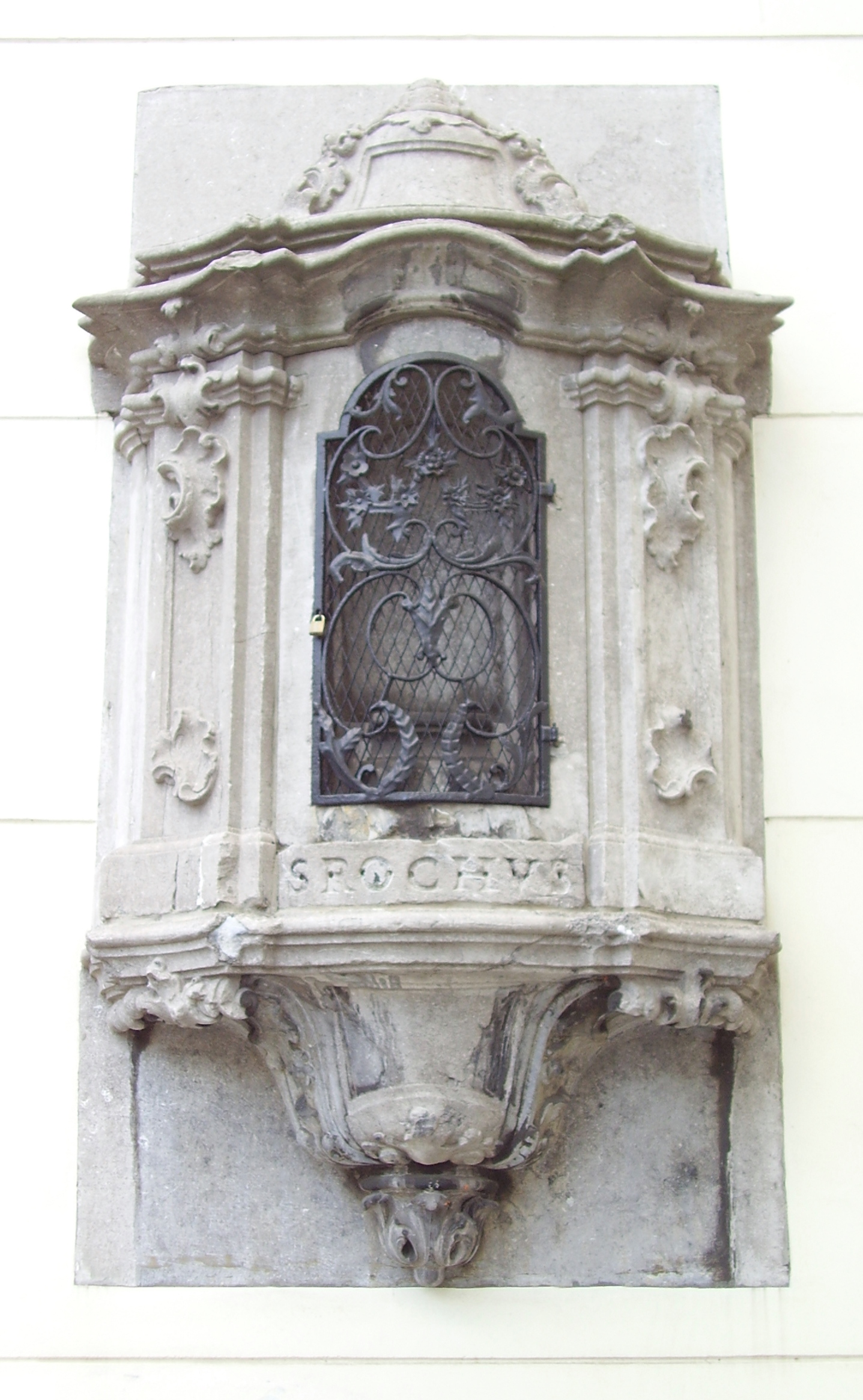
Potale Saint Roch, được kêu gọi để chống lại bệnh dịch
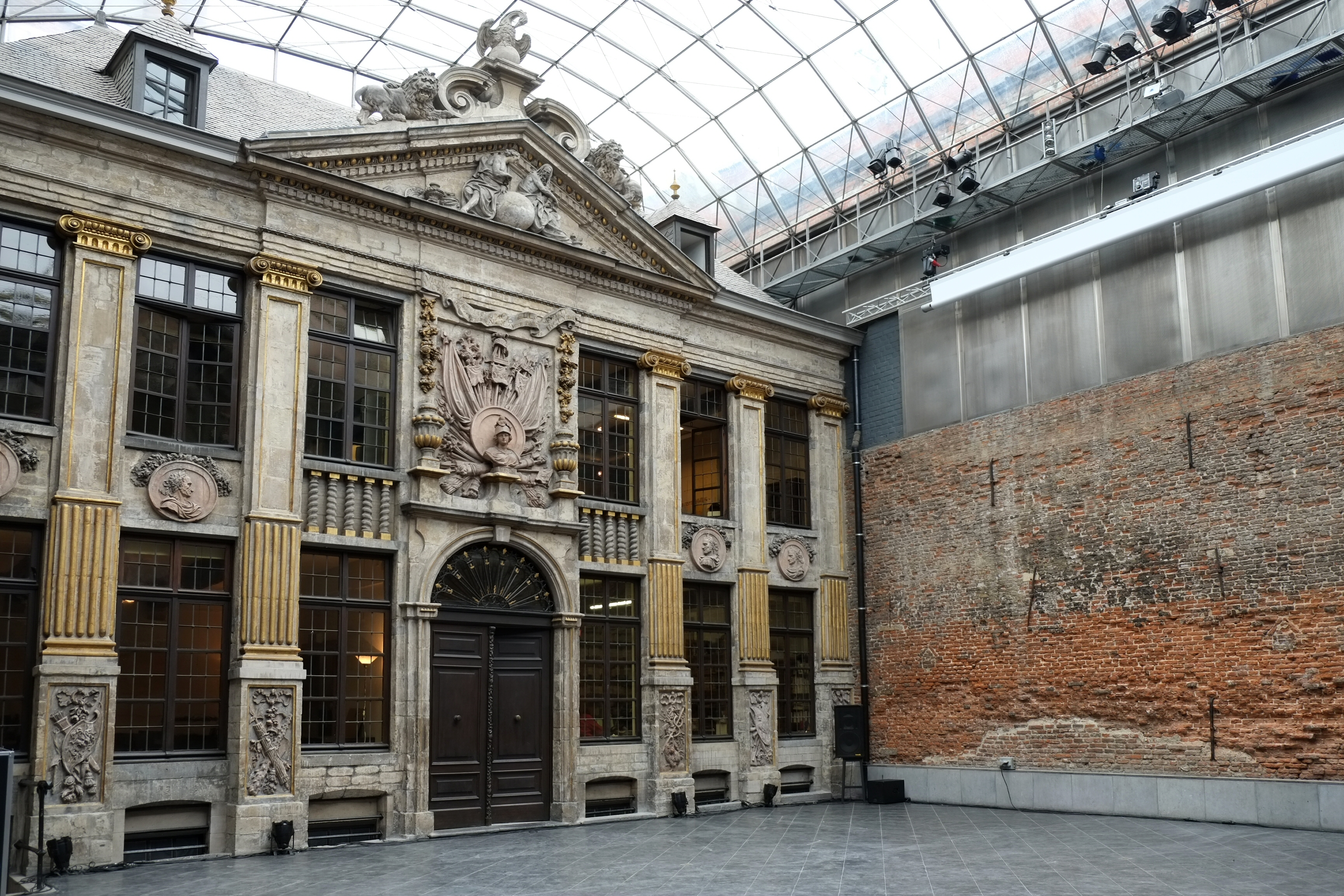
La Bellone

#### Quận Marais – Jacqmain
Một số ít là các tòa nhà ở Quận Marais – Jacqmain (tiếng Pháp: Quartier Marais–Jacqmain, tiếng Hà Lan: Jacqmain–Broekwijk) đã thoát khỏi sự phá hủy của thế kỷ 20, từ Đại lộ Pachéco đến Rue Neuve / Nieuwstraat. Chúng đã được thay thế bởi Thành phố Hành chính Nhà nước, máy in báo, cơ sở ngân hàng và phòng trưng bày thương mại. Xu hướng hiện nay là khôi phục sự kết hợp xã hội của các vùng lân cận bằng cách tái phát triển nhà ở trong các tòa nhà văn phòng cũ. Bất chấp khía cạnh khắc nghiệt lâu đời của quận, truyền thống Meyboom đã được duy trì trong nhiều thế kỷ, và các cửa hàng Art Nouveau Waucquez trước đây của Victor Horta đã được bảo tồn và là ngôi nhà, từ năm 1993, Trung tâm Dải truyện tranh Bỉ. Một hòn đảo nhỏ khác được bảo tồn là Quảng trường Liệt sĩ theo phong cách tân cổ điển từ thế kỷ 18, đã dần được cải tạo. Các nạn nhân của Cách mạng Bỉ năm 1830 được chôn cất trong một hầm mộ mở với đài tưởng niệm. Gần đó là Rue Neuve, một trong những con đường thương mại chính ở Bỉ, với trên hai bên của nó hơn 1 kilômét (0,62 dặm) dài hoàn toàn bị chiếm đóng bởi các cửa hàng; Đại lộ Adolphe Max, con đường huyết mạch truyền thống với những mặt tiền từ thế kỷ 19; và Đại lộ Émile Jacqmain (nơi Nhà hát Quốc gia Bỉ được lắp đặt vào năm 2004) gần Quảng trường De Brouckère. Tòa nhà thứ hai, một điểm trung tâm rất sầm uất của trung tâm thành phố, bị chi phối ở đầu phía Nam của nó bởi hai tòa tháp xây dựng kiểu khối, nhưng phần còn lại, nó có toàn bộ (Hotel Metropole và hàng xóm của nó là Hotel Atlanta) hoặc một phần (rạp chiếu phim UGC) được bảo tồn mặt tiền cũ của nó.

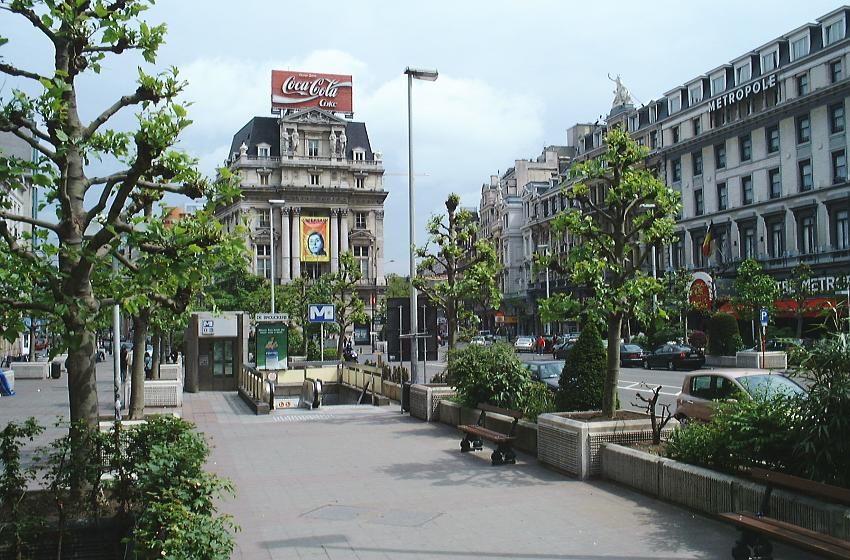
Quảng trường De Brouckère
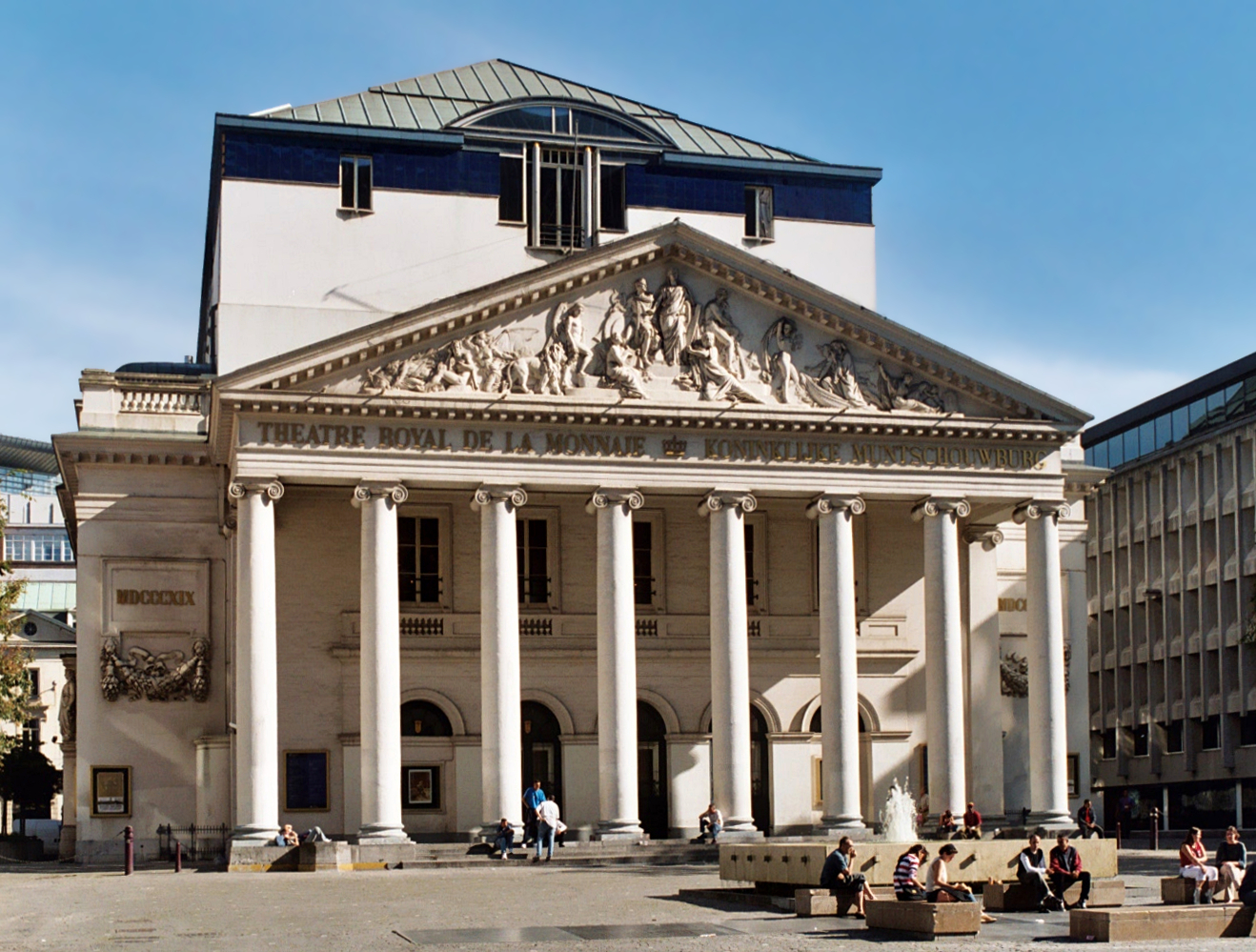
Nhà hát Hoàng gia La Monnaie
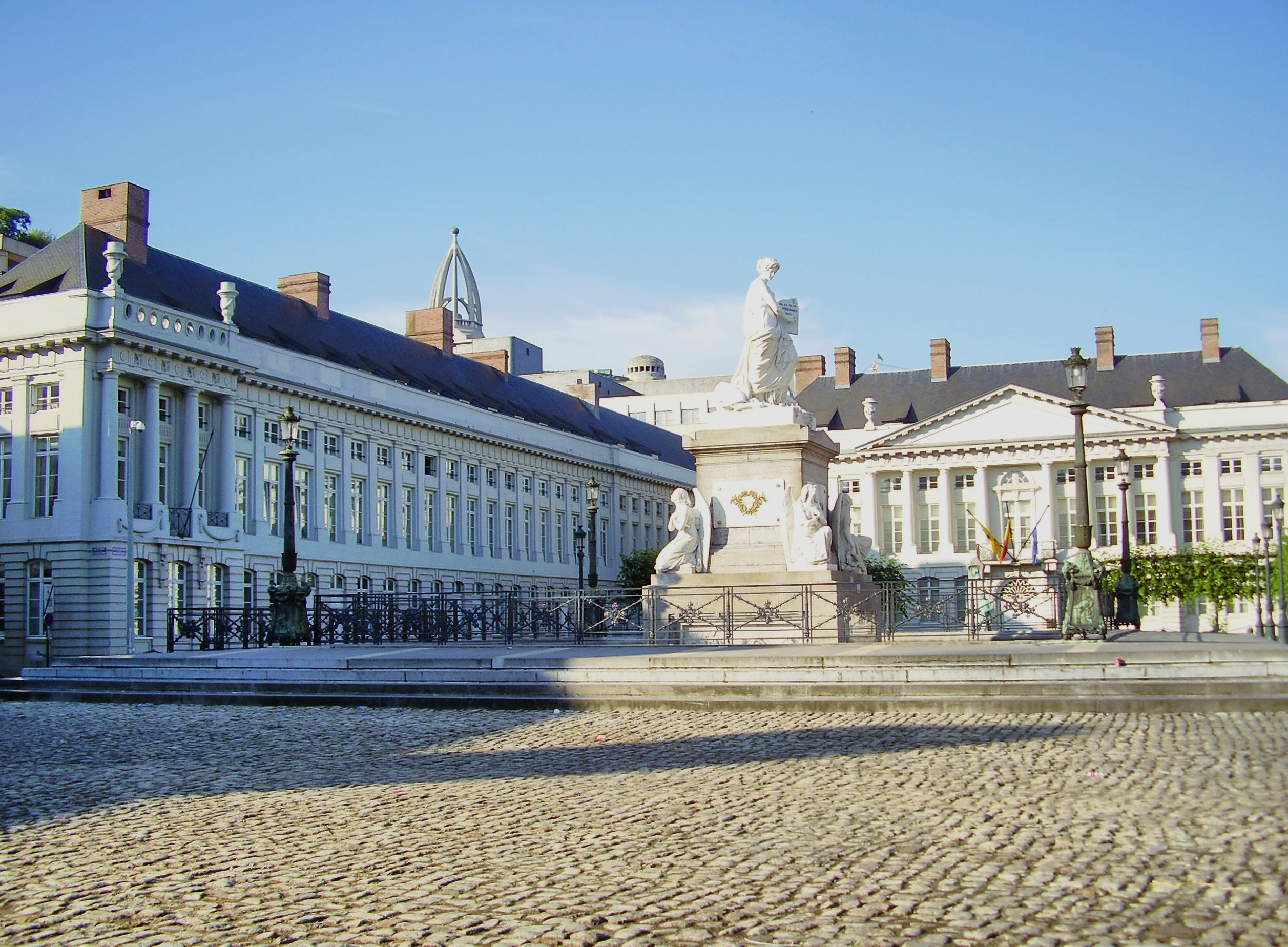
Quảng trường liệt sĩ
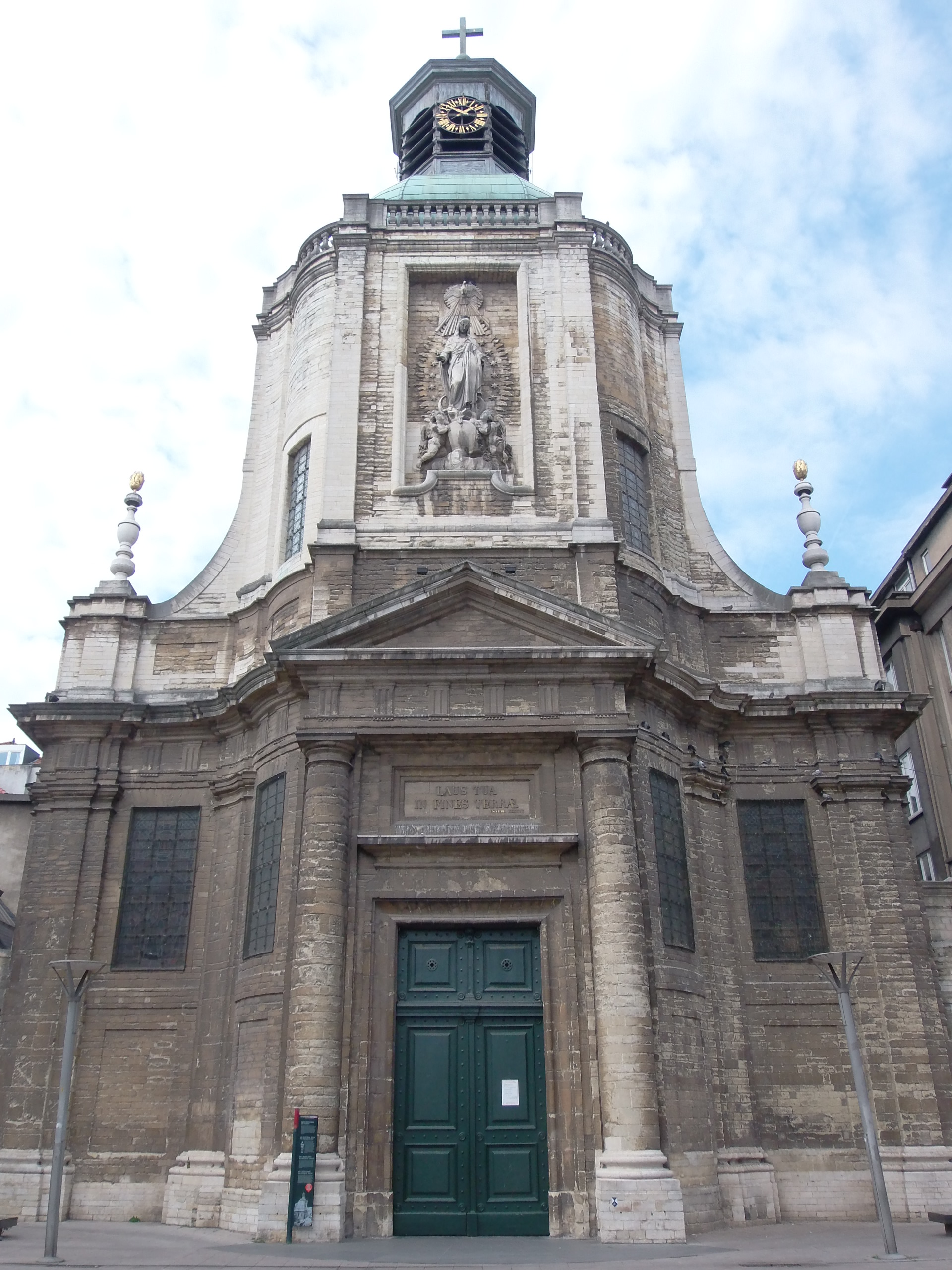
Nhà thờ Đức Mẹ Finistère

#### Quận Tự do
Quận Tự do (tiếng Pháp: Quartier des Libertés, tiếng Hà Lan: Vrijheidswijk) nằm giữa Quốc hội Bỉ và Rue Royale / Koningsstraat, không xa ngã tư với đường vành đai nhỏ, và là tâm điểm của nó là Cột Quốc hội, được xây dựng để tưởng nhớ Đại hội Quốc gia 1830–31, người sáng lập nền dân chủ quyền tự do ở Bỉ, và dưới đó có lăng mộ của Người lính vô danh với Ngọn lửa thiêng. Cách đó không xa là Hotel Astoria, cung điện năm 1911, hiện đang được cải tạo và mở rộng, và sẽ mở cửa trở lại trong những năm tới. Vào thế kỷ 19, quận được gọi là Notre-Dame-aux-Neiges  / Onze-Lieve-Vrouw-ter-Sneeuw  và phần lớn là nơi sinh sống của tầng lớp lao động. Mong muốn của chính quyền trong việc dọn dẹp những khu vực ẩm thấp của thành phố đã dẫn đến việc trục xuất người dân và sự phá hủy hoàn toàn của khu vực lân cận. Một khu tư sản mới đã được phát triển trong một phần tư thế kỷ qua. Sự lựa chọn được đưa ra để tưởng nhớ đến nền Độc lập của Bỉ: Place de la Liberté  / Vrijheidsplein  ("Quảng trường Tự do"), Place des Barricades  / Barricadenplein  ("Quảng trường rào chắn"), Rue de la Révolution  / Revolutiestraat  ("Đường Cách mạng"), Rue du Congrès  / Congresstraat  ("Đường Quốc hội"), v.v. Bốn con phố nhìn ra Quảng trường Tự do mang tên của bốn quyền tự do hiến định, được tượng trưng bởi bốn hình tượng phụ nữ bao quanh Cột Quốc hội: Tự do Báo chí, Tôn giáo, Hiệp hội và Giáo dục. Khu phức hợp đô thị chiết trung này là một trong những khu bảo tồn tốt nhất của Khu Năm Góc ngày nay.

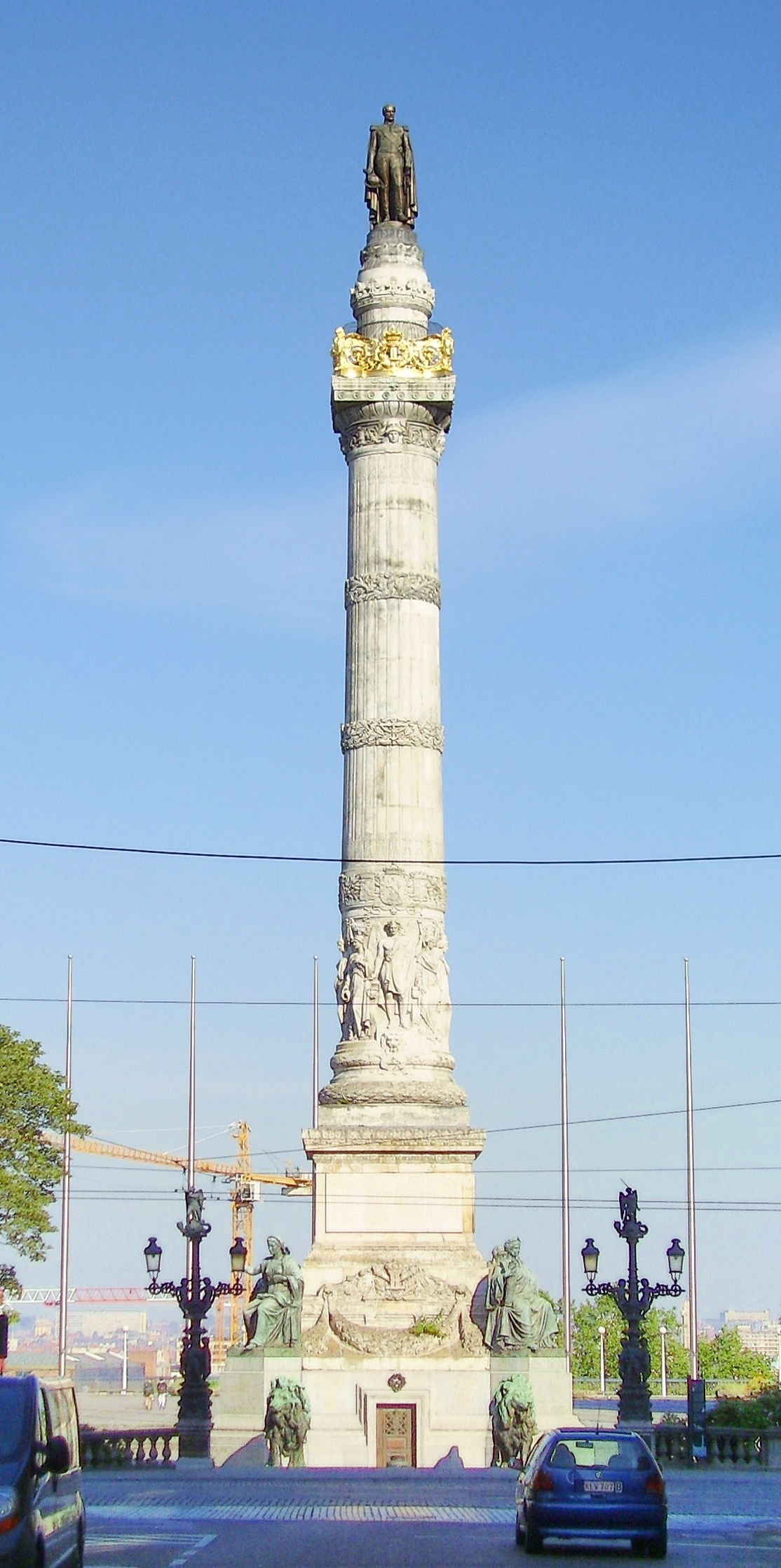
Cột Đại hội (Leopold I)
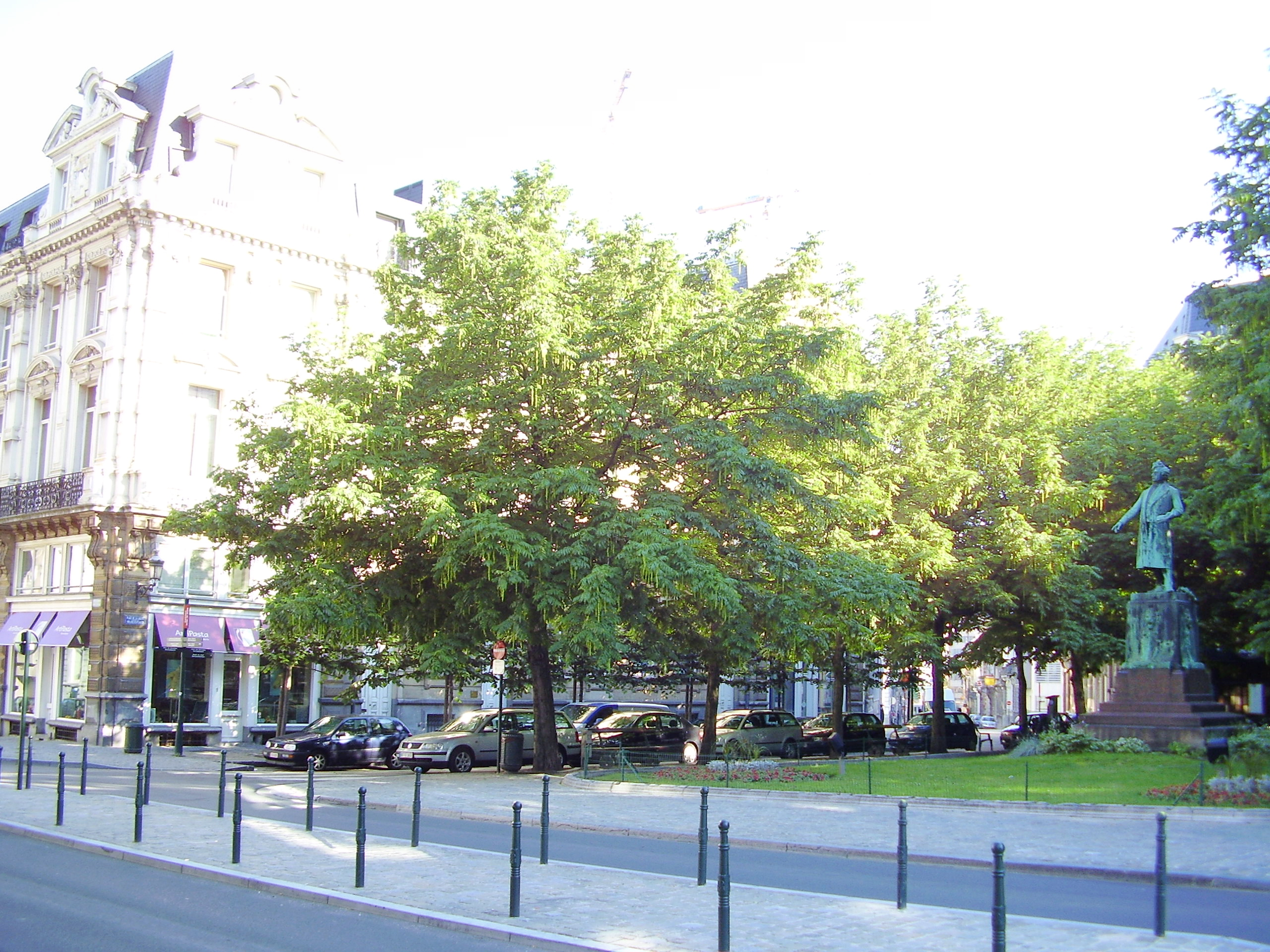
Quảng trường Tự do (Charles Rogier)
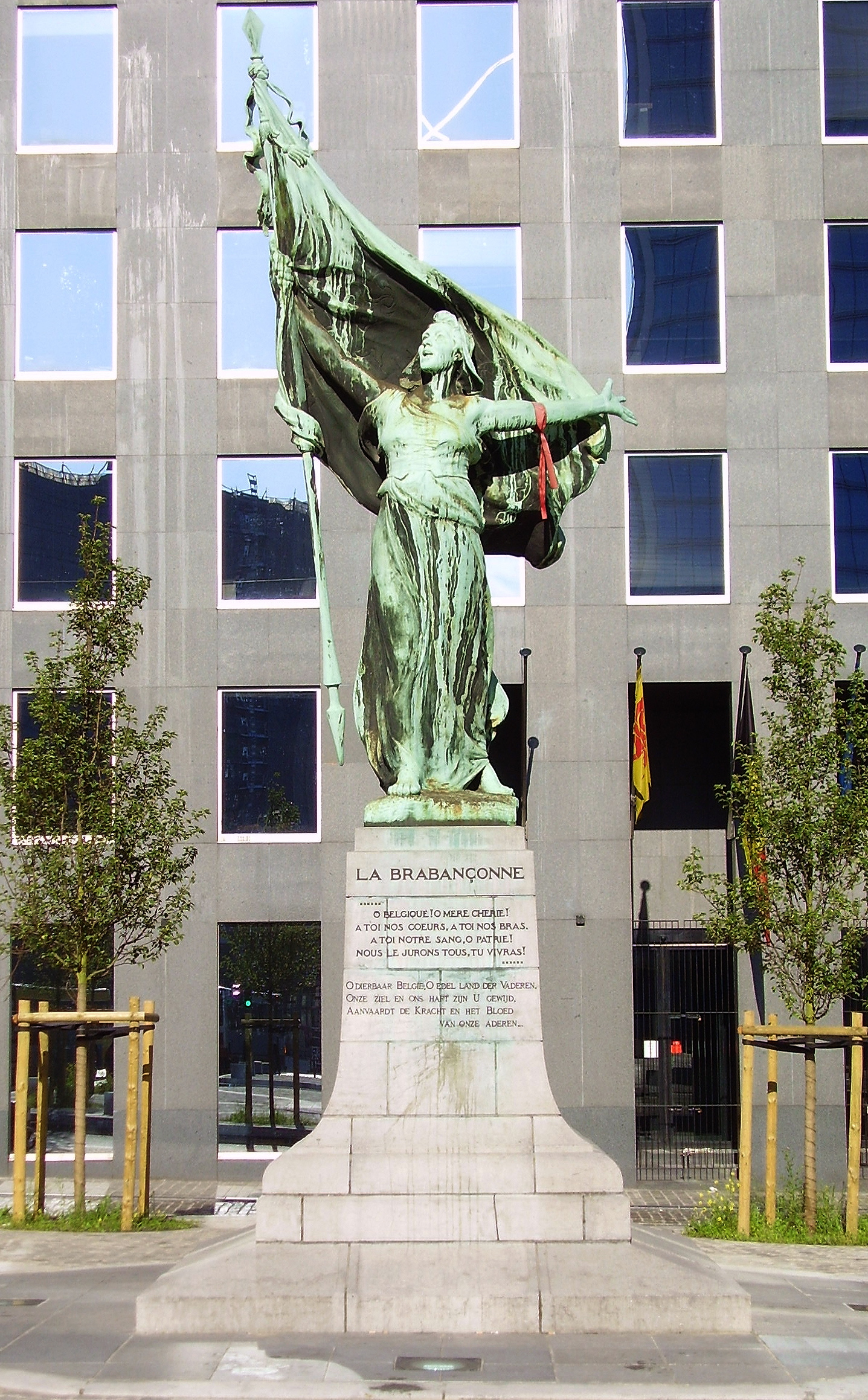
Quảng trường Surlet de Chokier (Brabançonne)
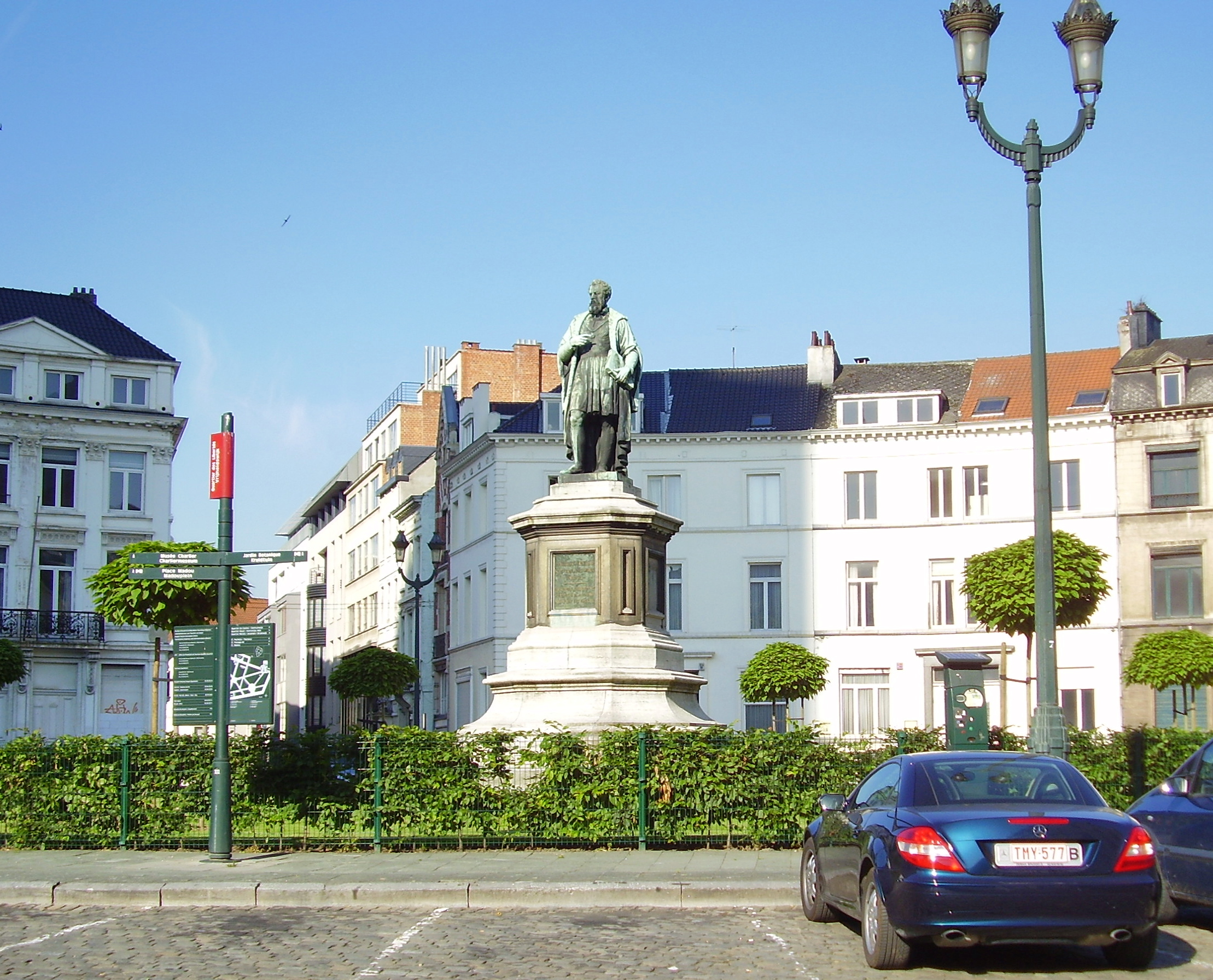
Quảng trường rào chắn (Andreas Vesalius)

### Các quận phía đông

#### Quận Châu ÂuvàKhu phố Leopold
Khu Châu Âu (tiếng Pháp: Quartier Européen, tiếng Hà Lan: Europese Wijk) nằm ở phía đông của Lầu Năm Góc, xung quanh Quảng trường Luxembourg và bùng binh Schuman, và bao gồm Khu phố Leopold nhỏ hơn (tiếng Pháp: Quartier Léopold, tiếng Hà Lan: Leopoldswijk). Nghị viện Châu Âu được xây dựng gần Quảng trường Luxembourg, trên địa điểm của Quartier Léopold trước đây  Nhà ga, và trong đó chỉ còn lại tòa nhà trung tâm nhìn ra quảng trường, đã được thay thế bằng ga tàu ngầm Brussels-Luxembourg. Ủy ban châu Âu, được đặt trong tòa nhà Berlaymont, nằm trên bùng binh Schuman, không xa Công viên Cinquantenaire. Bên kia đường là tòa nhà Justus Lipsius và tòa nhà Europa (một phần của Dinh thự), đóng vai trò là trụ sở của Hội đồng châu Âu và Hội đồng EU. Trong Công viên Leopold, Nhà Lịch sử Châu Âu cung cấp cho du khách lịch sử xã hội của lục địa Châu Âu. Có một trung tâm du khách trong tòa nhà chính của Nghị viện Châu Âu, được gọi là Nghị viện, và một trung tâm khác nhỏ hơn trong tòa nhà Justus Lipsius, dành cho hội đồng Châu Âu. Nó có thể truy cập vào những ngày nhất định, theo lịch hẹn. Nhiều điểm tham quan trong khu phố châu Âu miễn phí tham quan.

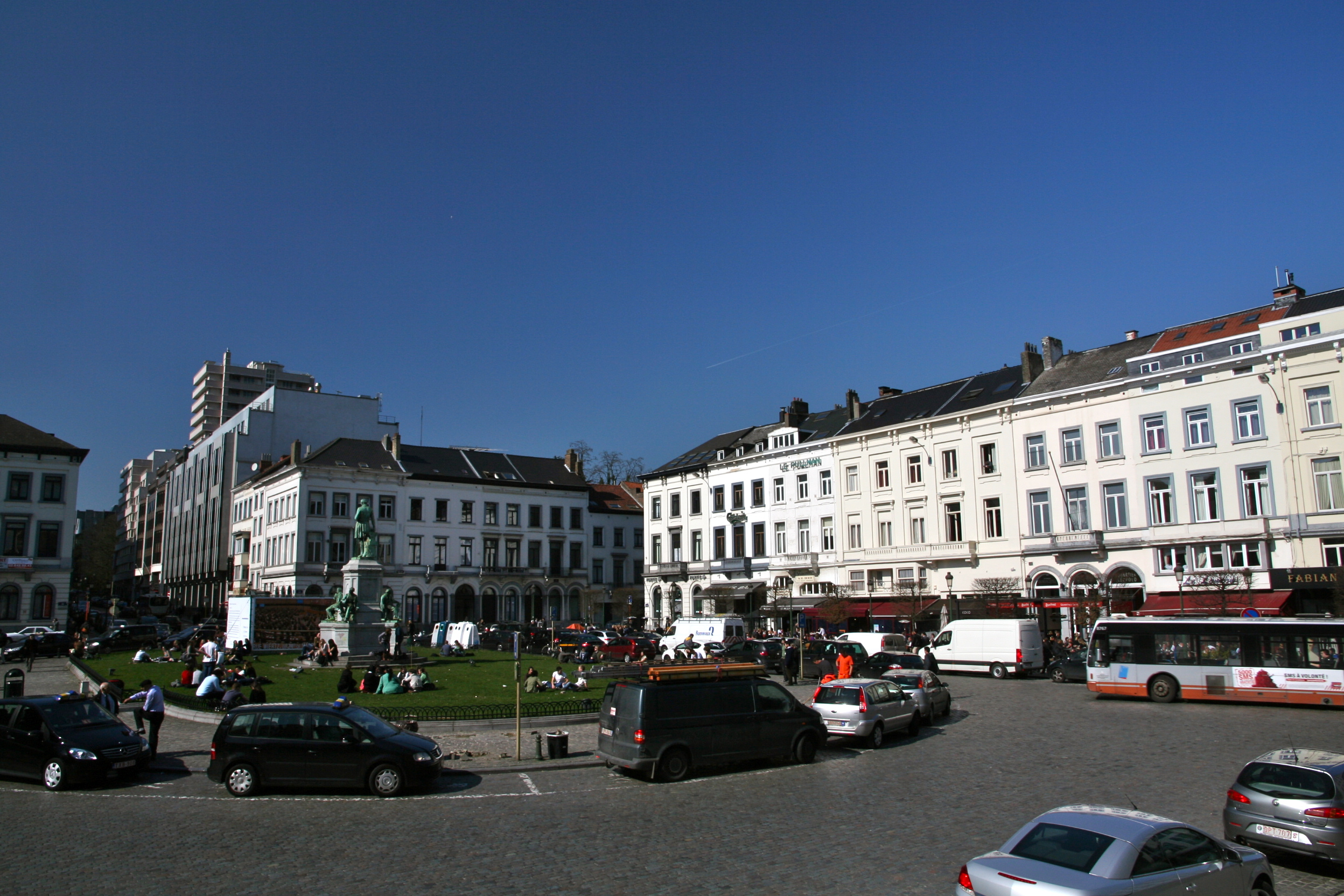
Place du Luxembourg / Luxemburgplein
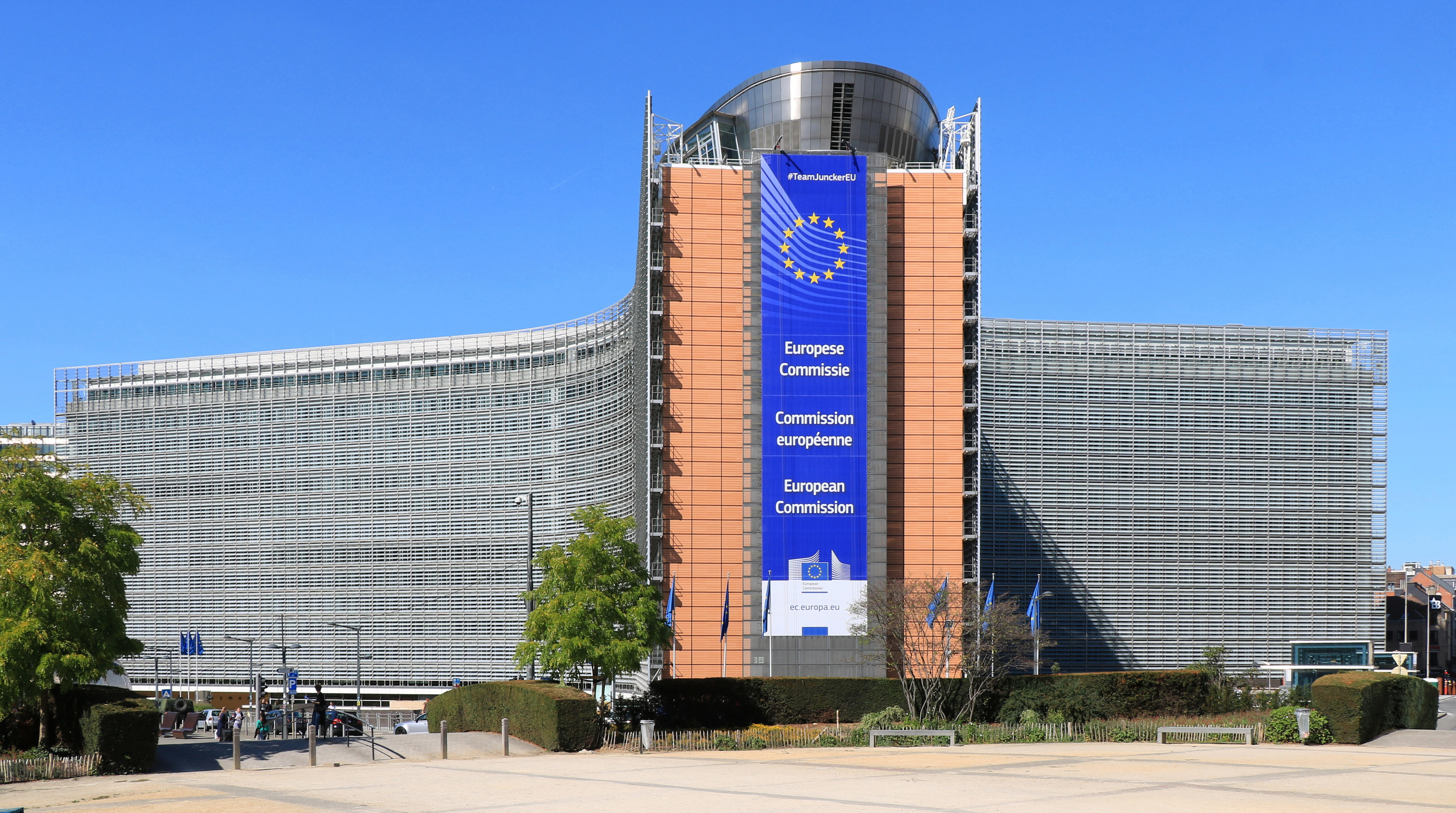
Tòa nhà Berlaymont
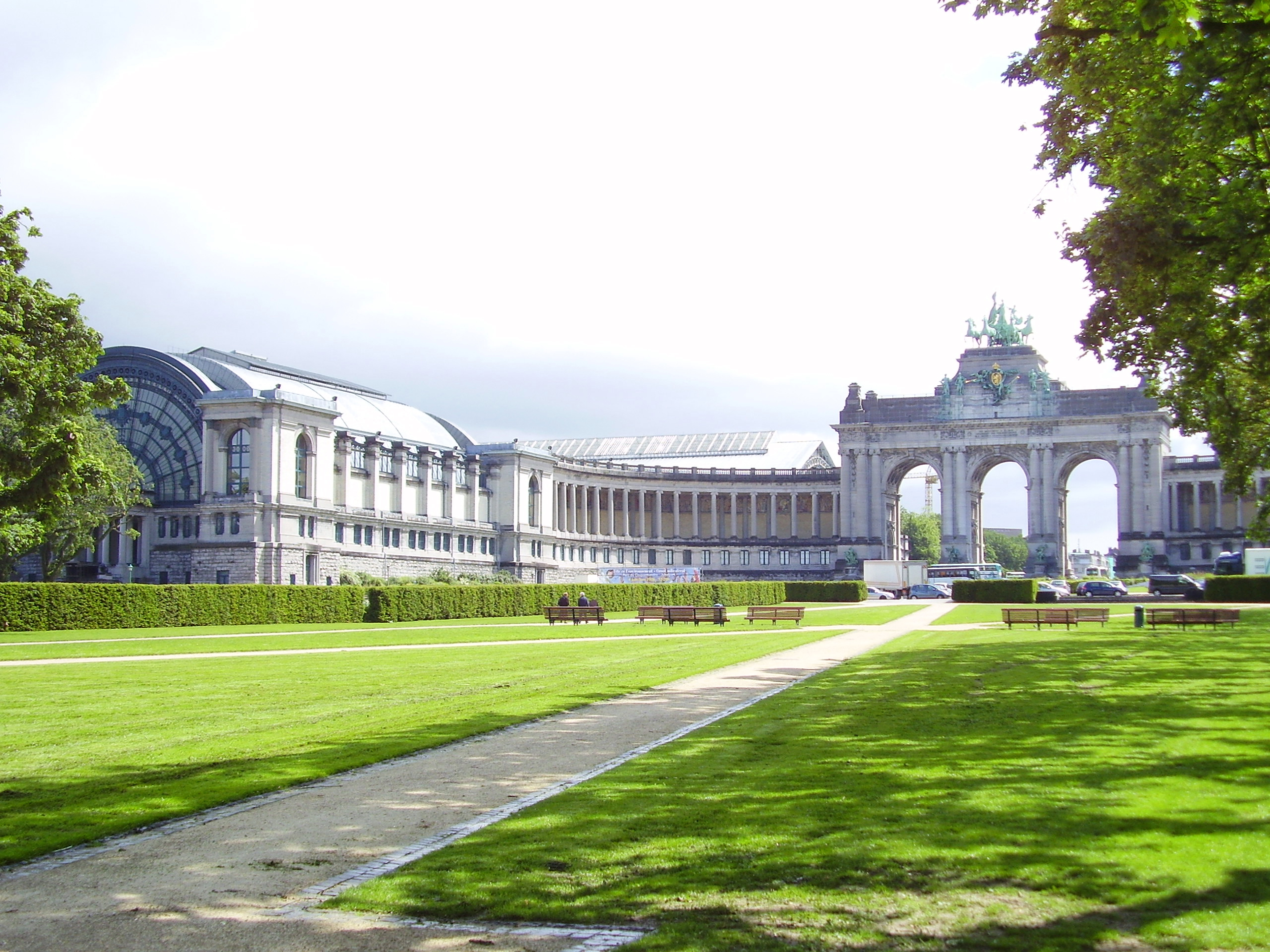
Cinquantenaire / Jubelpark

### Các quận phía bắc

#### Laeken
Laeken là một đô thị cũ ở phía bắc của Vùng Thủ đô Brussels, được sáp nhập bởi Thành phố Brussels vào năm 1921. Laeken là quê hương của, trong số những người khác, Khu vực Hoàng gia Laeken, Lâu đài Laeken, Nhà kính Hoàng gia Laeken (1873), Nhà thờ Đức Mẹ Laeken (có hầm mộ chứa các ngôi mộ của Hoàng gia Bỉ) và Laeken Nghĩa trang, được biết đến với vô số tượng đài và tác phẩm điêu khắc. Trên lãnh thổ của Laeken, còn có Cao nguyên Heysel / Heizel, nơi đã tổ chức các Hội chợ Thế giới năm 1935 và 1958 và bao gồm Sân vận động King Baudouin, Bruparck (với Atomium, công viên thu nhỏ Mini-Europe và rạp chiếu phim Kinepolis), Cung điện Centenary, nơi có Trung tâm Triển lãm Brussels (Brussels Expo), và Cảng Brussels, bên cạnh Tượng đài Công việc của Constantin Meunier được dựng lên.

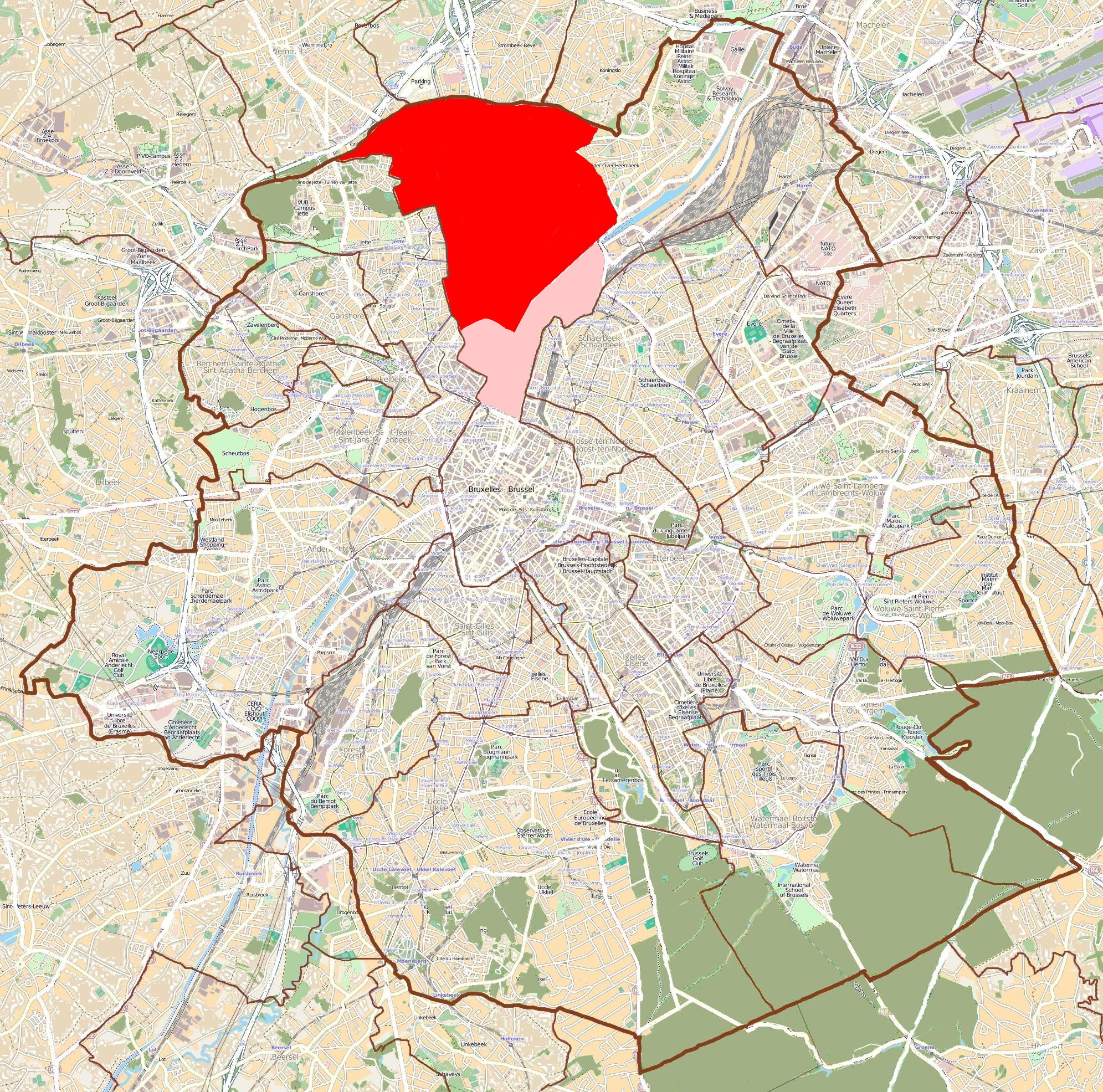
Bản đồ của Laeken
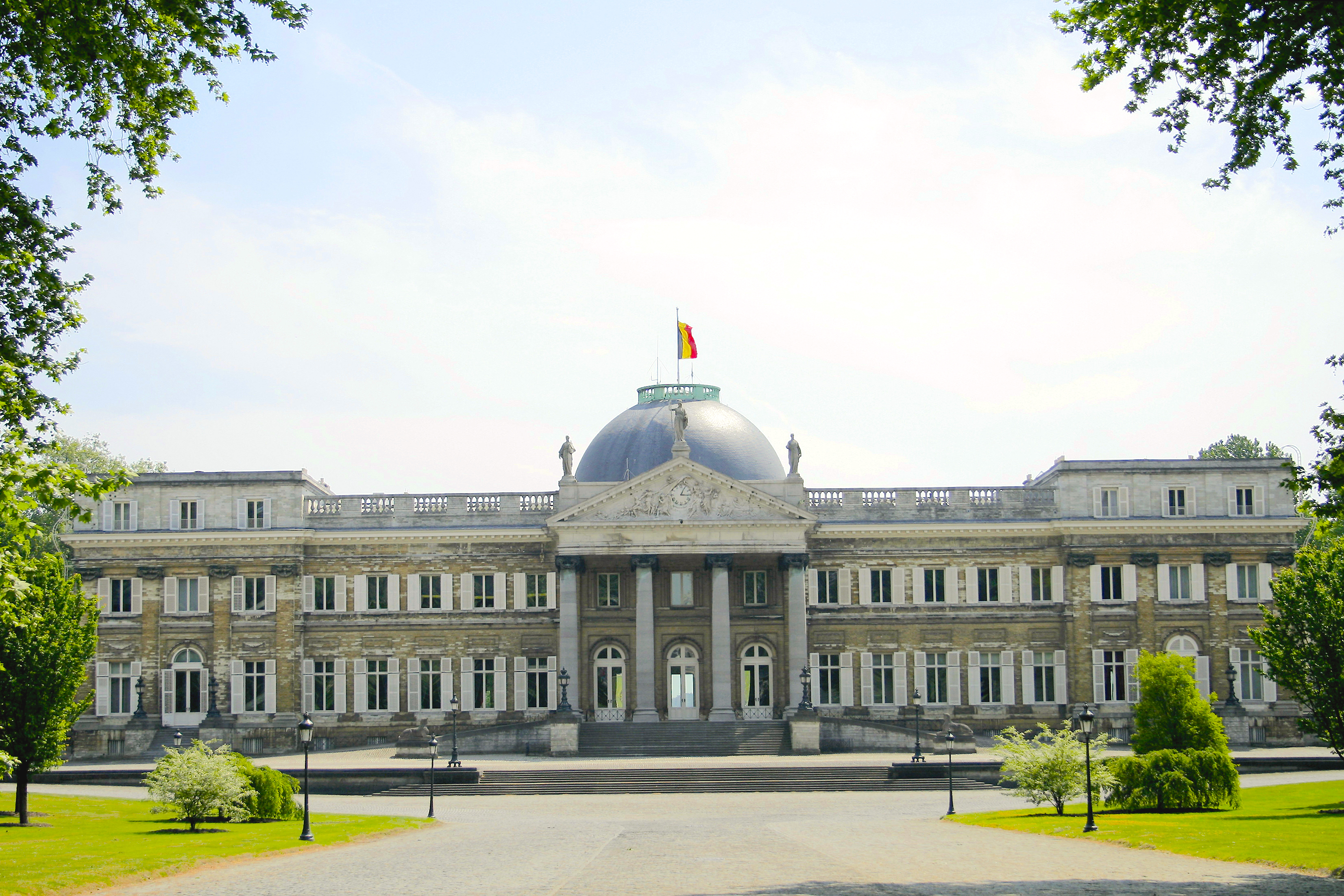
Lâu đài Laeken
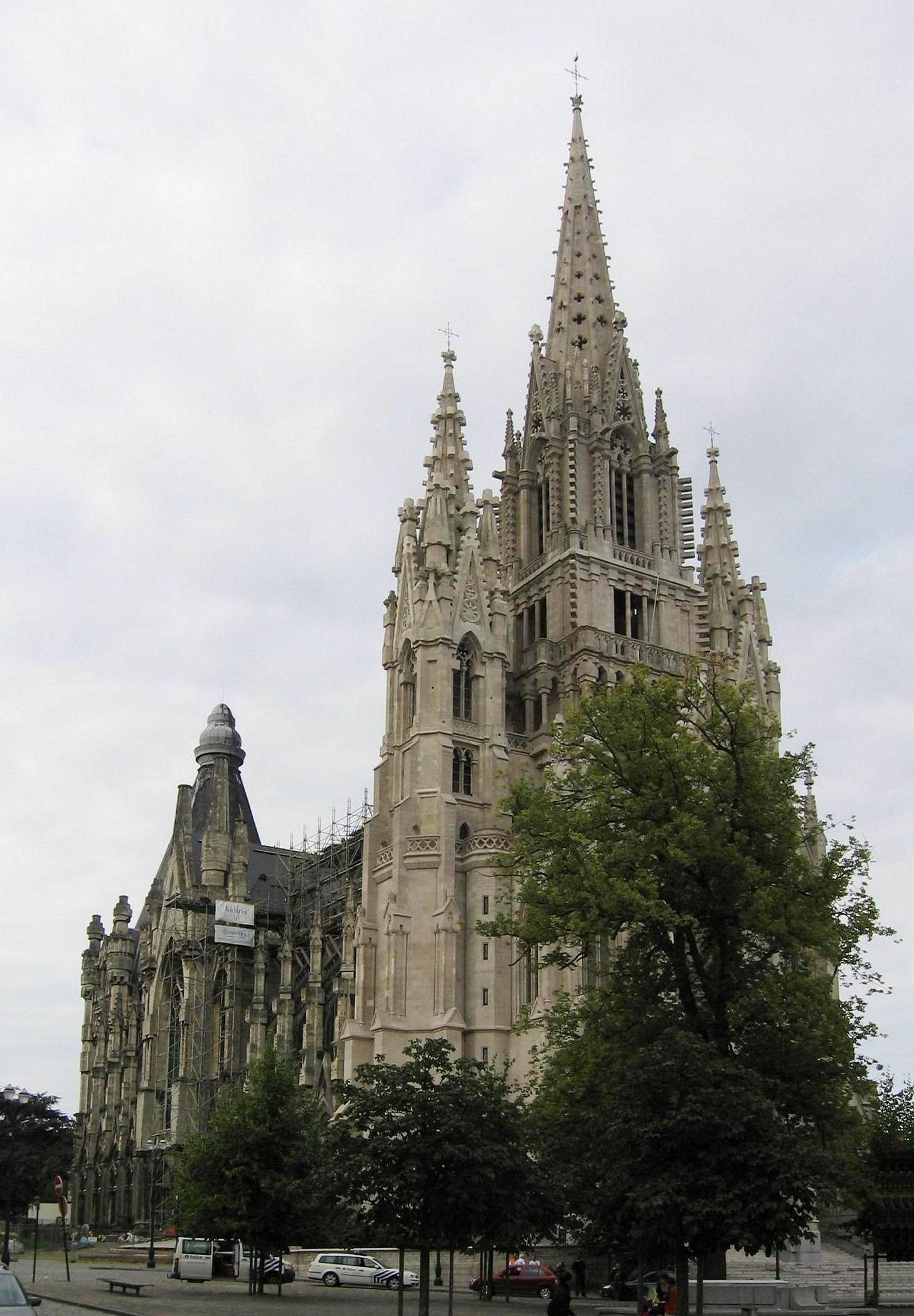
Nhà thờ Đức Mẹ Laeken
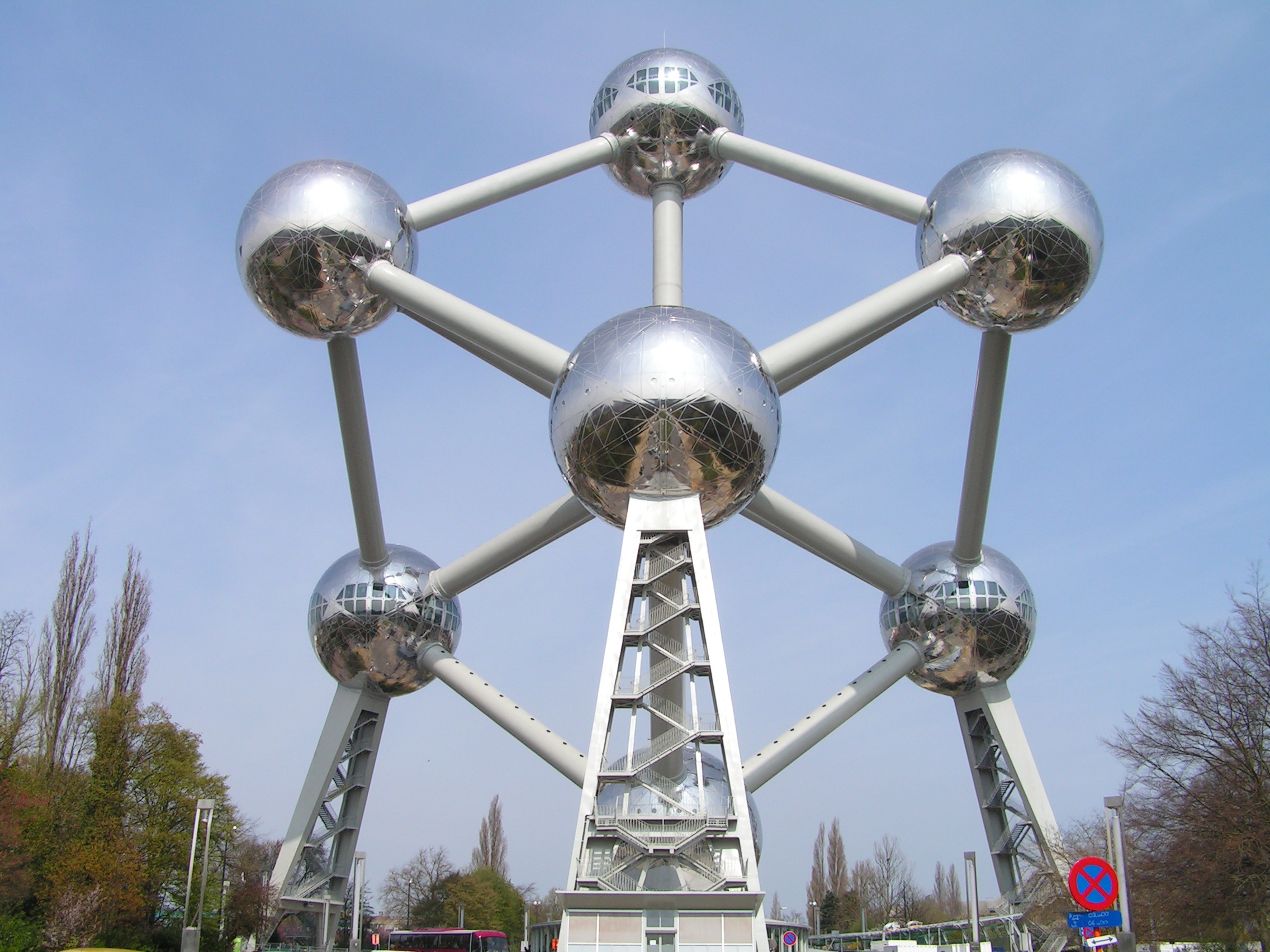
Atomium

#### Mutsaard
Đôi khi còn được gọi là quận Chùa, quận tháp Nhật Bản hoặc quận De Wand, Mutsaard (còn được đánh vần là Mutsaert), là một ngôi làng cổ và một quận lịch sử nằm giữa Laeken và Neder-over-Heembeek và tập trung xung quanh Quảng trường Mutsaard. Quận này là một phần của đô thị cũ Laeken (mã bưu điện: 1020) nhưng cũng là một phần của Neder-over-Heembeek, được Laeken sáp nhập vào năm 1897. Nó được ngăn cách với phần còn lại của Laeken bởi Royal Domain và là địa điểm của Bảo tàng Viễn Đông. Quận cũng mở rộng một chút trên các thành phố trực thuộc Flemish lân cận là Vilvoorde và Grimbergen.

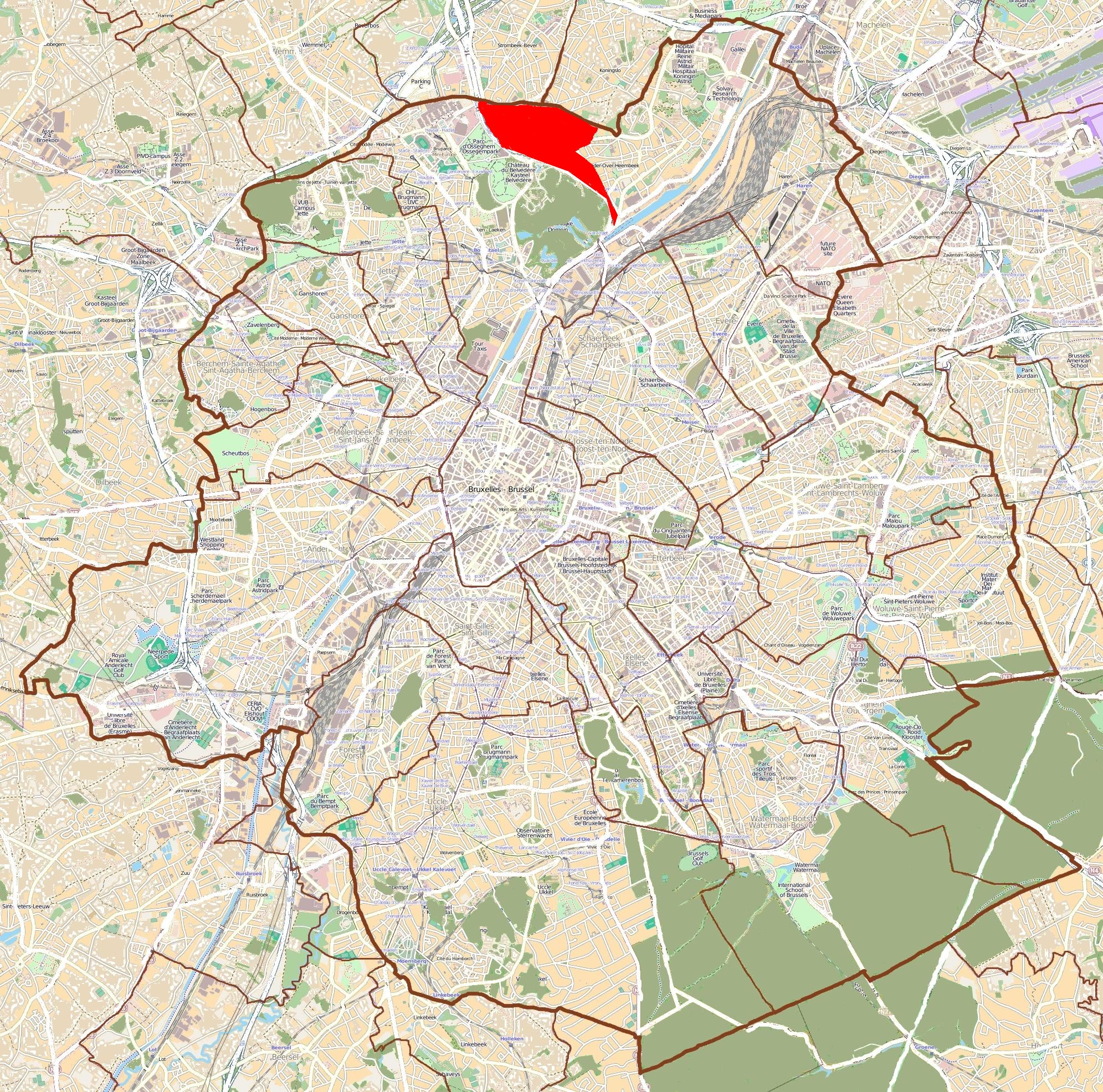
Bản đồ của Mutsaard
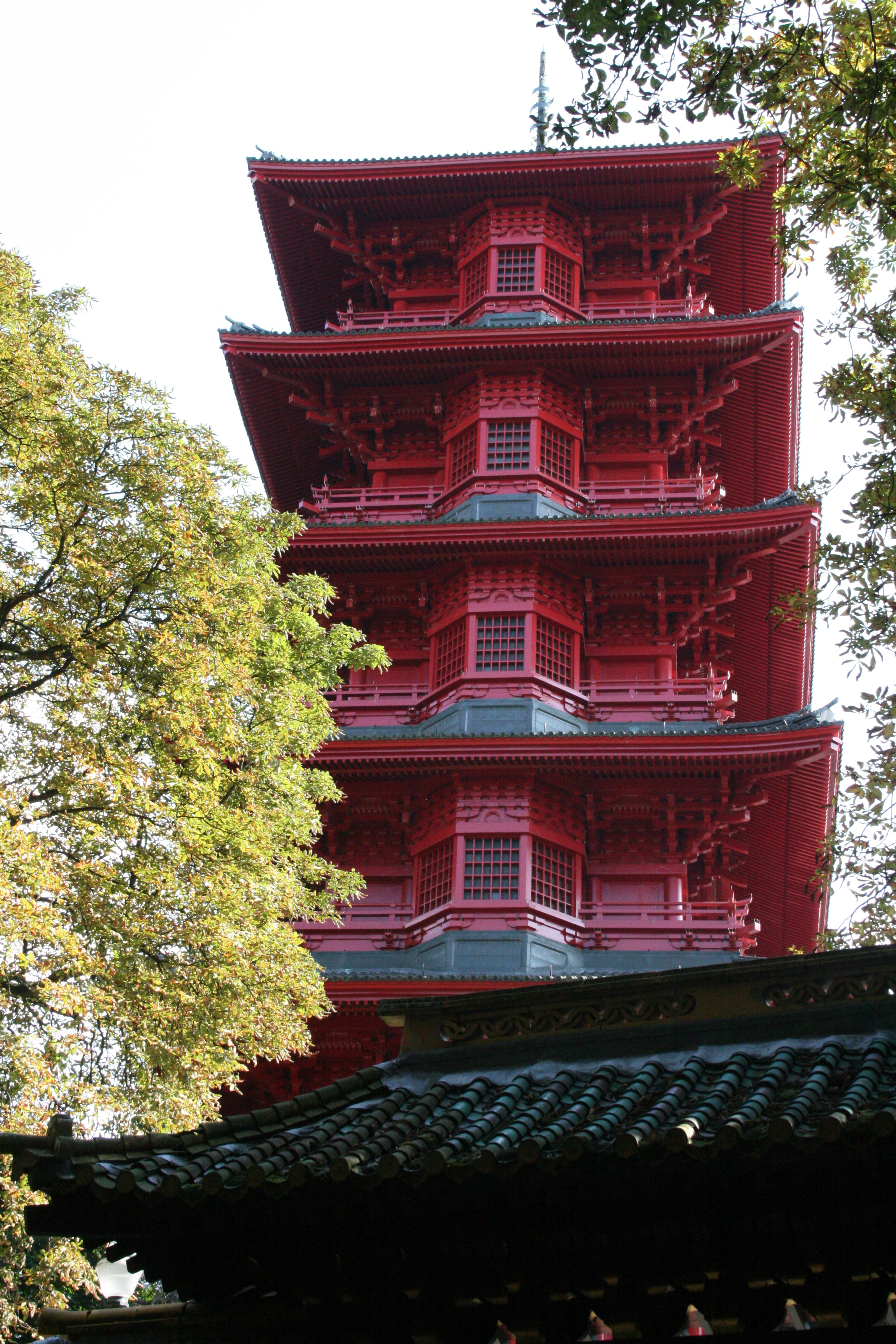
Tháp Nhật Bản
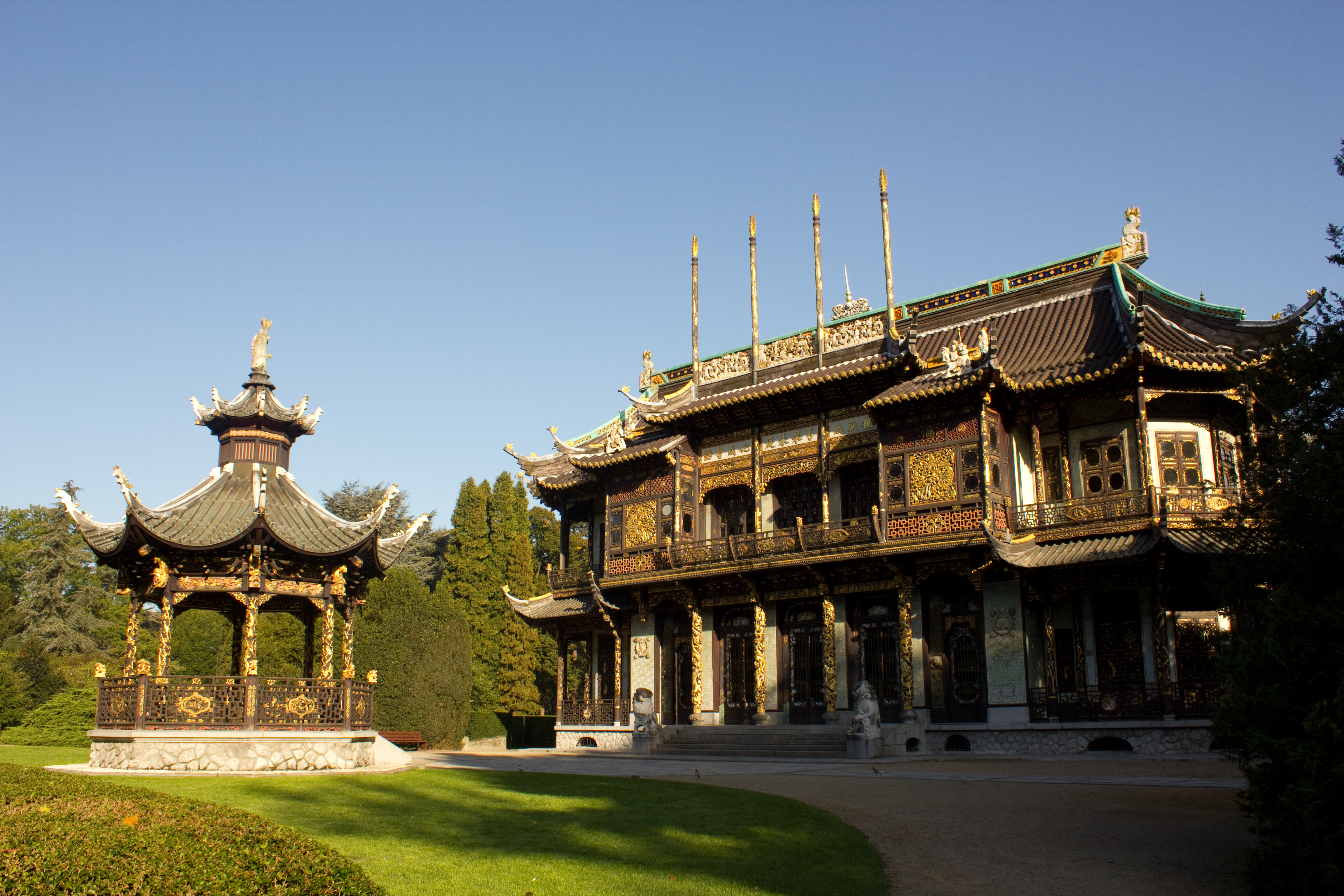
Gian hàng Trung Quốc

#### Neder-Over-Heembeek
Neder-Over-Heembeek là một khu đô thị cũ được hợp nhất tại thành phố Brussels vào năm 1921, cùng thời với Laeken và Haren. Nó có điểm khác biệt là có địa danh lâu đời nhất ở Vùng thủ đô Brussels, như nó đã được đề cập trong một sắc lệnh vào đầu thế kỷ thứ 7.    Đây là nơi đặt Bệnh viện Quân đội Queen Astrid, là trung tâm Bỏng và Chất độc Quốc gia, cũng như các cơ quan tuyển dụng của Lực lượng Vũ trang Bỉ.

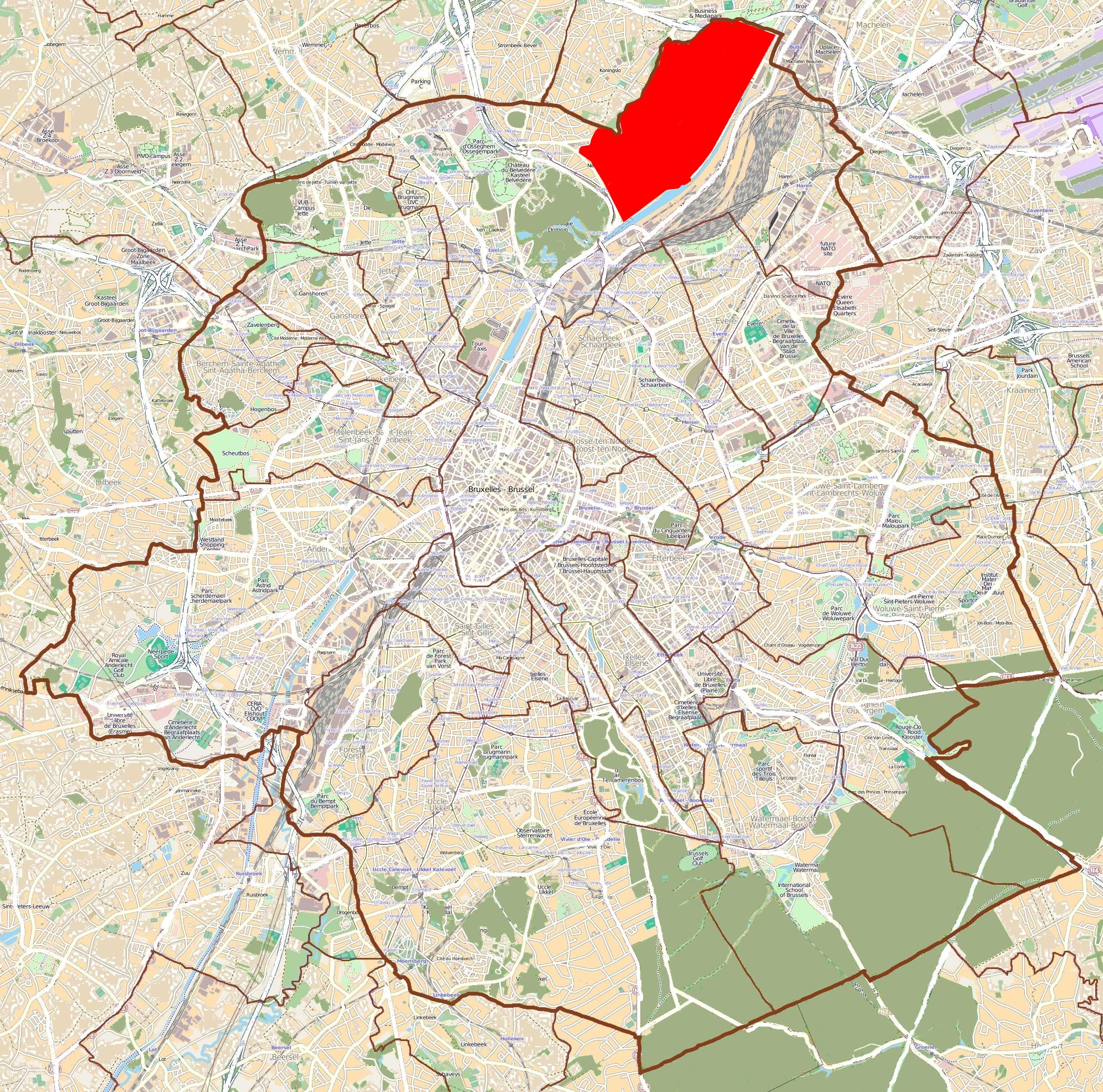
Bản đồ của Neder-Over-Heembeek
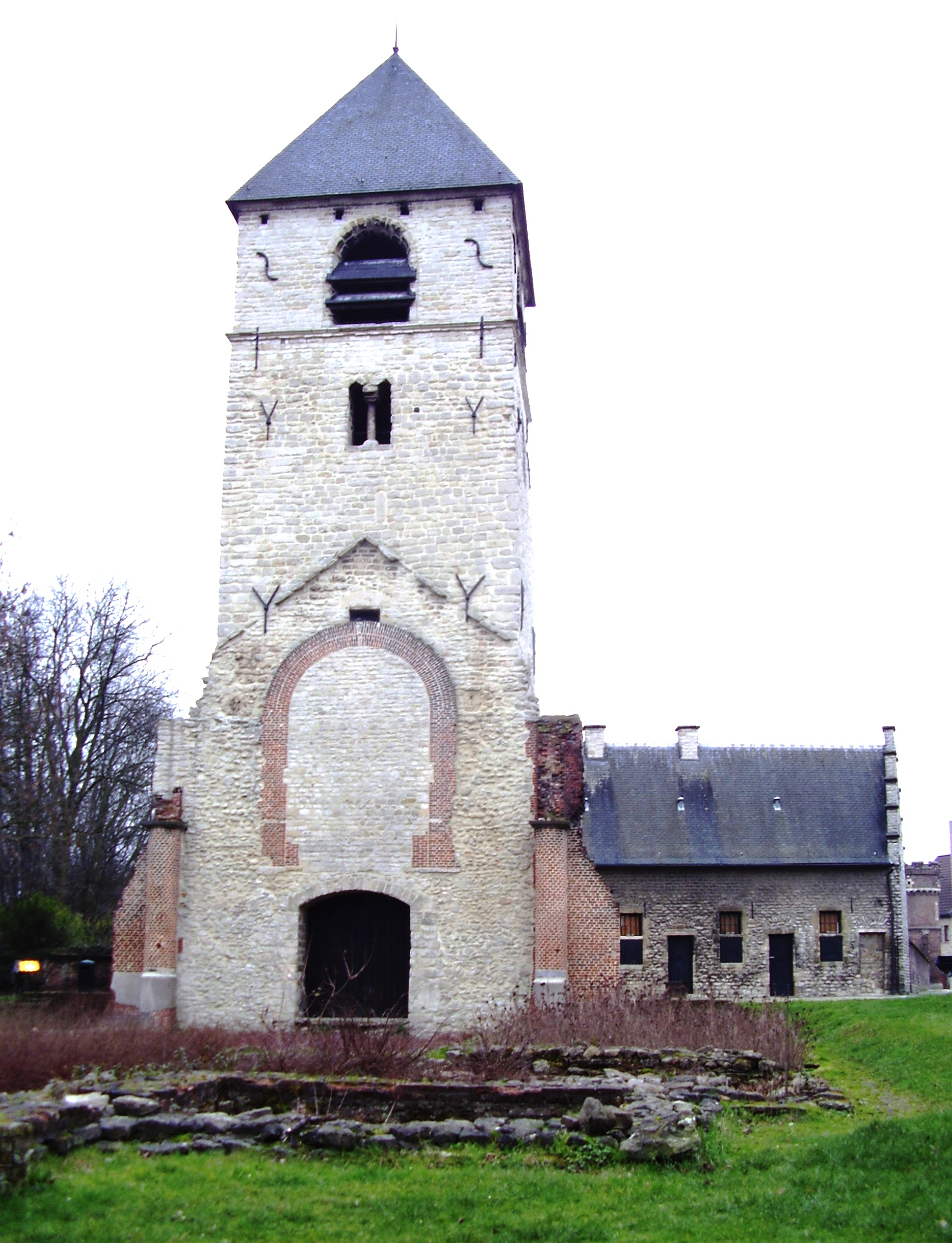
Tháp cổ theo phong cách Romanesque ở Hạ Heembeek
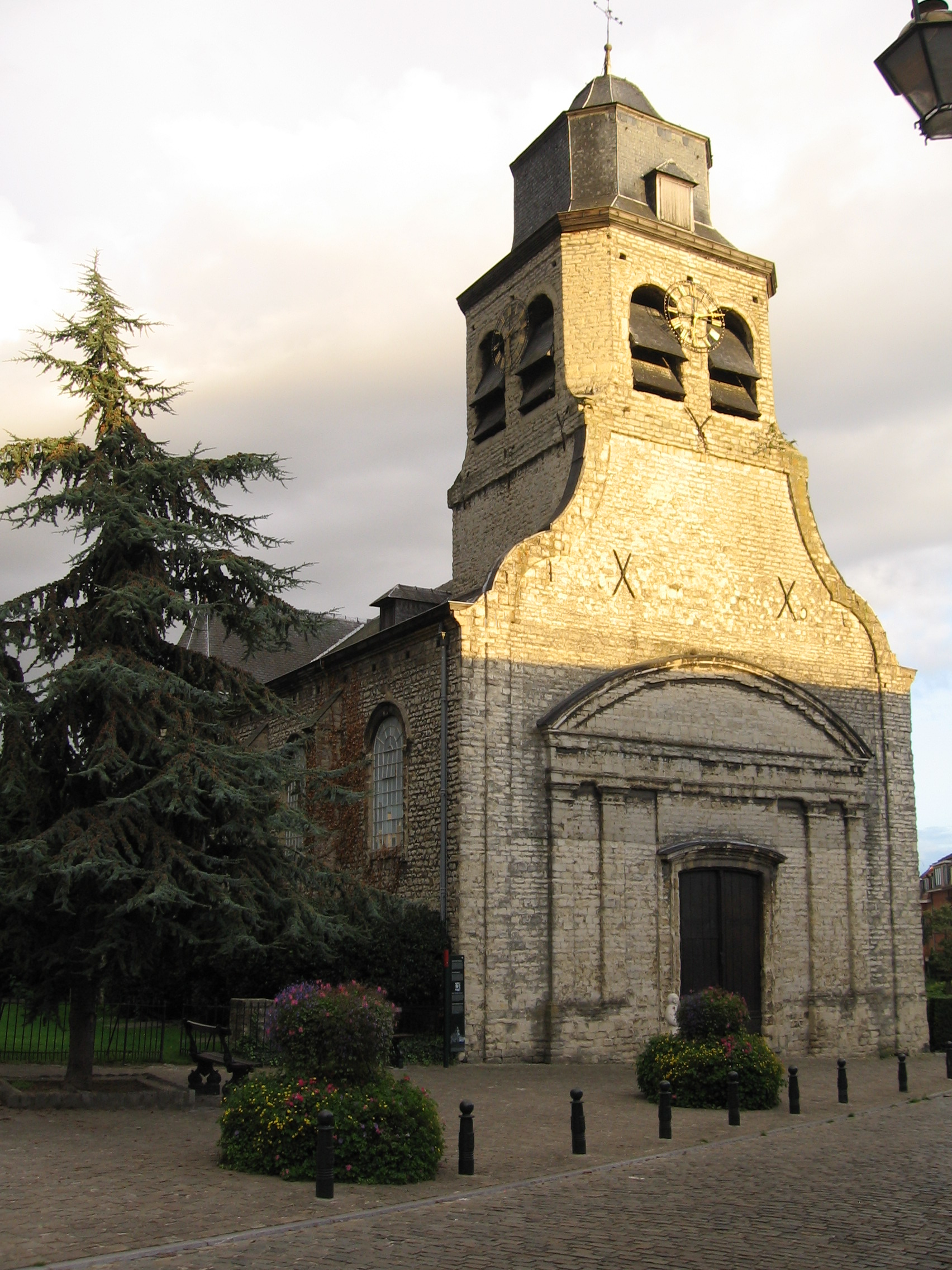
Nhà thờ St Nicholas ở Thượng Heembeek

#### Haren
Giống như Laeken và Neder-Over-Heembeek, đô thị cũ của Haren được sáp nhập bởi đô thị (Thành phố) Brussels vào năm 1921, cho phép mở rộng ga đường sắt Schaerbeek về phía bắc lãnh thổ của nó. Nhưng chính sự hiện diện ở phía tây nam của thị trấn, của một sân bay do người Đức tạo ra trong Chiến tranh thế giới thứ nhất và là nơi hãng hàng không quốc gia Bỉ Sabena ra đời, đã dẫn đến việc sát nhập Haren. Trong gần 50 năm, Haren là nơi đặt trụ sở của NATO. Đây cũng là nơi đặt trụ sở của nhiều cơ quan hành chính và công ty khác, chẳng hạn như trụ sở chính của Eurocontrol.

## Thị trưởng
Giống như mọi đô thị khác của Bỉ, Thành phố Brussels do một thị trưởng đứng đầu, người không nên nhầm lẫn với Bộ trưởng-Chủ tịch Vùng Thủ đô Brussels hoặc Thống đốc Thủ đô Brussels.

## Văn hóa
Có rất nhiều bảo tàng trong và xung quanh trung tâm thành phố Brussels. Vào chủ nhật đầu tiên hàng tháng, nhiều bảo tàng của Brussels được vào cửa miễn phí. Bảo tàng Đồ lót mở cửa vào năm 2009, và ban đầu ở Thành phố Brussels. Vào năm 2016, nó chuyển đến Lessines, Hainaut, Wallonia.